# Agnieszka Radwańska
Agnieszka Roma Radwańska (Cracovia, 6 marzo 1989) è un'allenatrice di tennis ed ex tennista polacca.
Considerata una delle tenniste polacche più forti della storia, ha infranto negli anni diversi record, diventando la prima polacca a vincere un titolo WTA (Nordea Nordic Light Open nel 2007), la prima polacca nell'era Open a raggiungere la finale in un torneo del Grande Slam, a Wimbledon 2012, e la prima polacca ad aggiudicarsi le WTA Finals, il torneo di fine anno, impresa centrata il 1º novembre 2015: nell'ambito dello stesso torneo è diventata anche la prima tennista in assoluto a vincere il Masters con una sola vittoria ottenuta nel round robin, contro la testa di serie numero uno Simona Halep.
In attività dal 2005 al 2018, si è aggiudicata venti titoli WTA in singolare a fronte di ventisette finali disputate. Nel 2015 ha aggiunto alla propria bacheca, insieme al connazionale Jerzy Janowicz, la 27ª edizione della Hopman Cup battendo in finale gli Stati Uniti di Serena Williams e John Isner. Per la Polonia si è trattato del primo successo nella competizione australiana. Vanta come best ranking la 2ª posizione, raggiunta nel luglio 2012 in seguito alla finale di Wimbledon. Il 14 novembre 2018, all'età di 29 anni, annuncia il ritiro dal circuito professionistico.
Con un guadagno di oltre 27 milioni di dollari è inoltre l'undicesima tennista ad avere guadagnato di più dai montepremi offerti dalla Women's Tennis Association.

## Biografia
Nata a Cracovia da Robert e Marta Radwański, Agnieszka ha iniziato a giocare a tennis all'età di quattro anni dopo che suo padre l'ha introdotta allo sport. La sorella minore, Urszula, è anche lei una giocatrice di tennis. Radwańska ha nominato Pete Sampras e Martina Hingis come sue ispirazioni. Nel 2009 Radwańska è diventata ambasciatrice WTA per Habitat for Humanity. Ha studiato anche Scienze del Turismo presso l'università di Cracovia.
Radwańska è praticante cattolica, e ha preso parte alla campagna cattolica polacca "Nie wstydzę się Jezusa!" ("Io non mi vergogno di Gesù!"). Ha pubblicato un video per la campagna in cui ha esortato i suoi fan a "non vergognarsi di credere" e ha personalizzato le sue palle da tennis in modo che i giocatori avrebbero letto "Jezus" ("Gesù"). Nell'estate del 2013, fu squalificata da questa campagna dopo aver posato nuda per la rivista ESPN The Body Issue.
Secondo Forbes nel 2012 è stata la nona tennista più pagata al mondo.

## Carriera

### 2006 - 2007: Esordi e primo titolo WTA

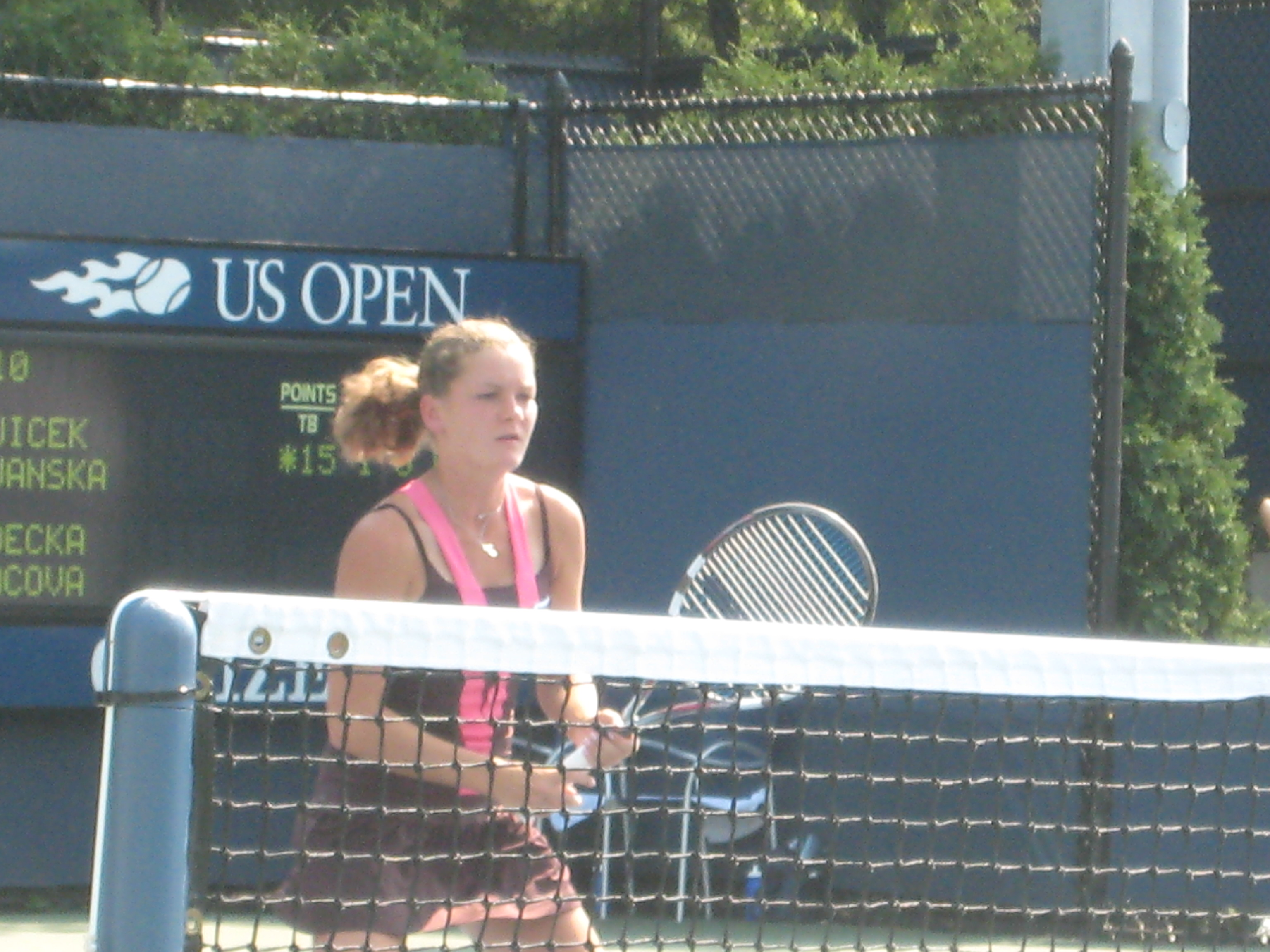
Agnieszka agli US Open 2007

Agnieszka Radwańska fa il suo esordio nel circuito WTA prendendo parte a maggio al torneo di Varsavia. In tale circostanza riesce a raggiungere i quarti di finale della competizione arrendendosi solo alla forte russa Elena Dement'eva, dopo aver battuto al primo turno la due volte vincitrice Slam Anastasija Myskina. Riceve una wild-card per il torneo di Wimbledon e le sfrutta egregiamente, venendo sconfitta solo al quarto turno dalla numero due del mondo, Kim Clijsters. Ad agosto dopo aver superato le qualificazioni riesce a partecipare all'US Open, ma viene sconfitta al secondo turno dalla francese Tatiana Golovin. Nel mese di ottobre la polacca partecipa al torneo del Lussemburgo, ma viene battuta in semifinale dall'italiana Francesca Schiavone dopo aver sconfitto due top-player del calibro di Venus Williams ed Elena Dement'eva. Nei successivi tornei di Hasselt e Linz perde al secondo turno, dopo aver superato le qualificazioni nel primo caso ed essere stata ripescata come lucky loser nell'altro caso.
Nel mese di gennaio la Radwańska esce al secondo turno dell'Australian Open sconfitta da Ana Ivanović. Al torneo di Miami raggiunge il quarto turno perdendo solo dall'italiana Tathiana Garbin, dopo aver battuto nel turno precedente la fortissima svizzera Martina Hingis in tre set. A maggio la polacca vince il suo primo torneo della carriera in doppio in coppia con la sorella più piccola Urszula ad Istanbul, mentre in singolare perde in tre set da Sharapova. Ad agosto, invece, vince il primo titolo WTA di singolare a Stoccolma battendo in finale la russa Vera Duševina. Allo US Open, la polacca perde contro Shahar Peer al quarto turno per 6–4, 6–1, dopo essere riuscita a riprendersi la rivincita sulla campionessa in carica Sharapova al terzo turno. Al torneo di Zurigo perde solamente ai quarti contro Justine Henin.

### 2008 - 2009

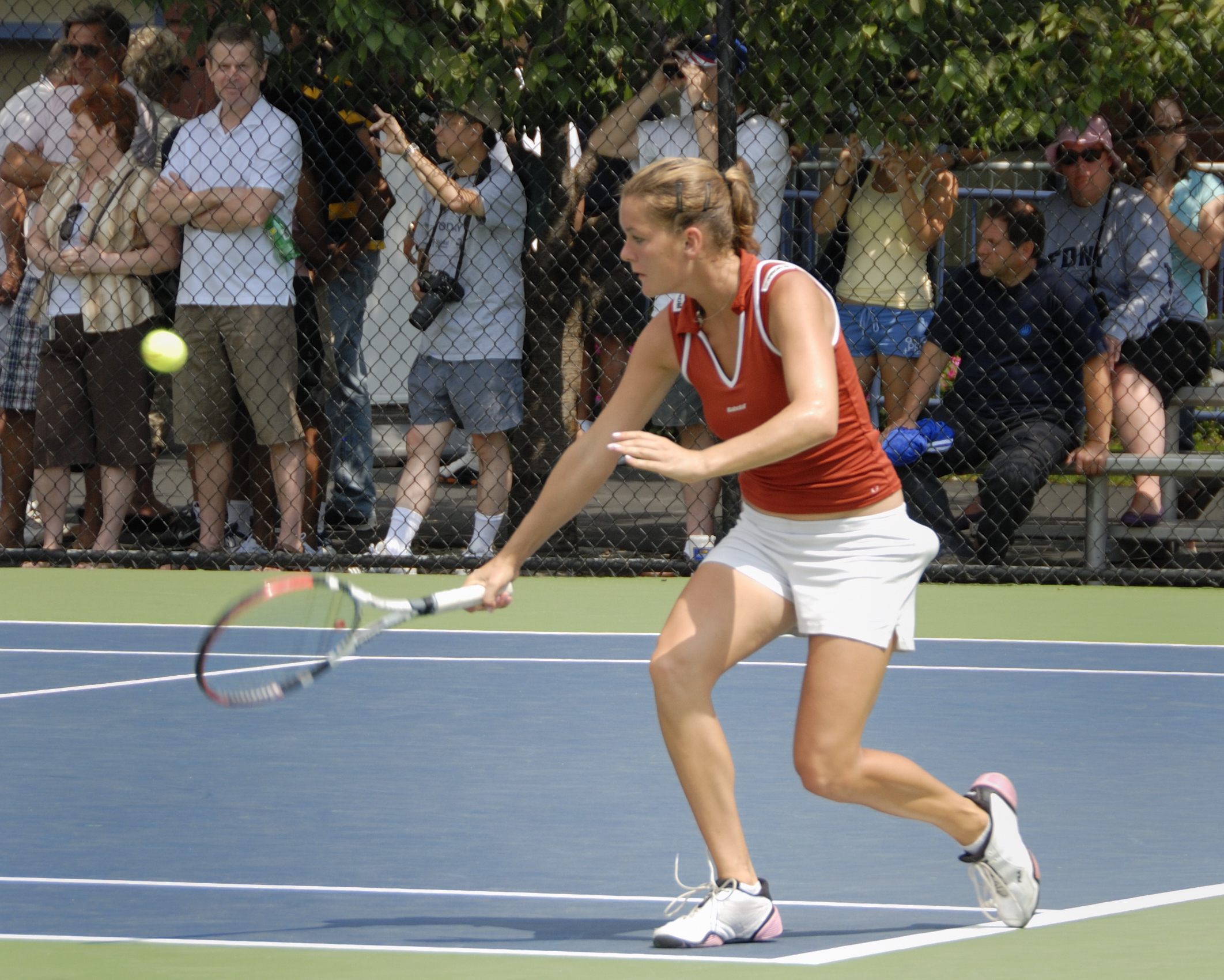
Agnieszka Radwańska agli US Open

La stagione inizia bene per la polacca. Infatti, agli Australian Open riesce ad arrivare fino ai quarti di finale. In Australia la Radwańska batte Ol'ga Savčuk, Pauline Parmentier, Svetlana Kuznecova e Nadia Petrova prima di essere sconfitta da Daniela Hantuchová. Il 10 febbraio vince il torneo di Pattaya battendo in finale Jill Craybas. In seguito, viene battuta da Marija Šarapova in semifinale al torneo di Doha. A marzo raggiunge i quarti di finale del torneo di Indian Wells, mentre a Miami perde all'esordio dalla wild-card portoghese Michelle Larcher de Brito. Sulla terra verde di Amelia Island e Charleston, perde in ambo i casi al terzo turno. Anche a Berlino e Roma perde negli ottavi di finale. Nel mese di maggio si aggiudica il torneo di Istanbul battendo in finale Elena Dement'eva. Al Roland Garros viene eliminata al quarto turno da Jelena Janković. Il 21 giugno vince il torneo di Eastbourne battendo in finale Nadia Petrova. Al Torneo di Wimbledon ha perso ai quarti di finale contro Serena Williams. Alle Olimpiadi di Pechino ha perso al secondo turno contro Francesca Schiavone. All'US Open viene eliminata al quarto turno da Venus Williams. Perde nei quarti di finale al torneo di Tokyo contro Nadia Petrova. Entrata come alternate ai WTA Championships di fine anno, batte la russa Svetlana Kuznecova. Ha chiuso l'anno al numero 10 della classifica WTA.

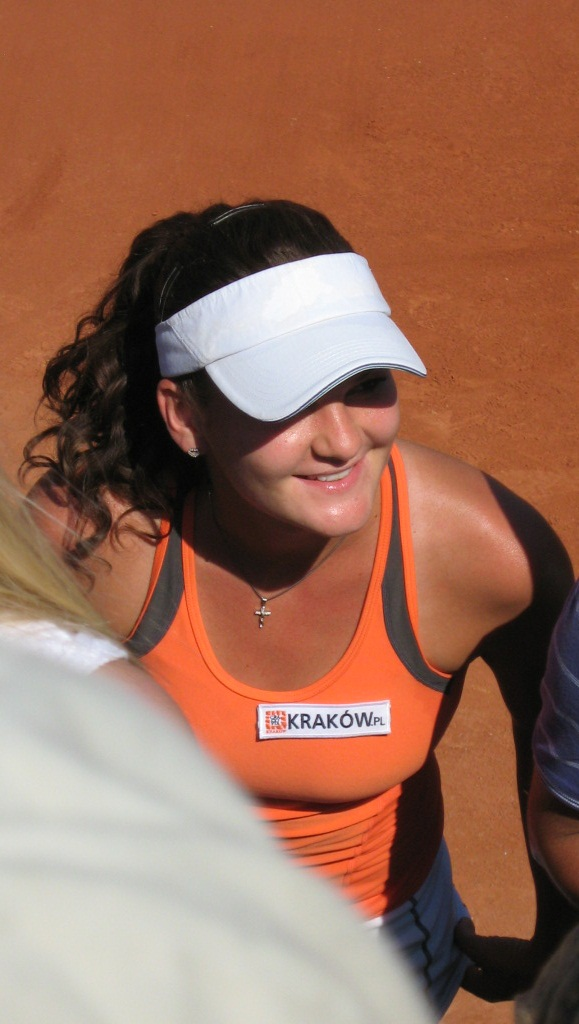
Agnieszka Radwanska al Roland Garros

Agnieszka inizia la stagione al torneo di Sydney. Dopo aver superato i primi due turni viene eliminata dalla russa Elena Dement'eva ai quarti. In seguito partecipa agli Australian Open e abbastanza clamorosamente viene eliminata già al primo turno da Kateryna Bondarenko. Nel mese di febbraio prende parte al torneo di Parigi ma viene eliminata ai quarti di finale dalla padrona di casa Amélie Mauresmo. Al torneo di Dubai viene eliminata al primo turno dalla sorella minore Urszula, ma nel doppio arriva in finale insieme alla compagna Marija Kirilenko. Nel mese di marzo ad Indian Wells batte Samantha Stosur e Aleksandra Wozniak prima di essere sconfitta da Anastasija Pavljučenkova. A Miami viene eliminata da Venus Williams agli ottavi di finale. Nei tornei di Roma e Stoccarda in ambo i casi nei quarti di finale. Al Roland Garros viene battuta da Svetlana Kuznecova al quarto turno. Nel doppio insieme alla sorella Urszula raggiunge i quarti di finale. A Wimbledon perde ai quarti di finale contro Venus Williams. Perde nei quarti di finale a Los Angeles contro Sorana Cîrstea, ed a Toronto contro la Šarapova. Al torneo di Tokyo viene superata in semifinale da Marija Šarapova. Disputa la prima finale della stagione al torneo di Pechino, ma viene sconfitta da Svetlana Kuznecova. Chiude l'anno al n. 10 del ranking WTA.

### 2010 - 2011: Ritorno in Top 10
Agnieszka inizia l'anno perdendo nel secondo turno a Sydney contro Dinara Safina. La Radwańska gioca in seguito all'Australian Open. In singolare viene battuta al terzo turno da Francesca Schiavone, in doppio insieme a Marija Kirilenko viene eliminata in semifinale dalla coppia nr. 1 Cara Black e Liezel Huber. Nel mese di febbraio raggiunge le semifinali al torneo di Dubai, ma viene sconfitta in due set dalla bielorussa Viktoryja Azaranka. Ad Indian Wells la polacca perde in semifinale contro Caroline Wozniacki. In seguito a Miami viene sconfitta ai quarti di finale da Venus Williams.
A Stoccarda e a Madrid perde al secondo turno rispettivamente contro Peer e Schnyder, mentre a Roma dalla Šafářová al terzo turno. All'Open di Francia viene battuta al secondo turno da Jaroslava Švedova. Al Torneo di Wimbledon batte ai primi turni: Melinda Czink, Alberta Brianti e Sara Errani. Agli ottavi di finale esce contro la cinese Li Na. Ad agosto perde in semifinale a Stanford dalla Sharapova, e la settimana dopo la finale del torneo di San Diego contro la russa Svetlana Kuznecova. Nei tornei di Cincinnati e Montreal perde rispettivamente contro le due russe al terzo turno. Allo US Open perde in tre set al secondo turno contro Peng Shuai. Nel mese di settembre si ritira nei quarti contro Caroline Wozniacki per un infortunio alla schiena, mentre a Pechino subisce una sconfitta all'esordio contro Angelique Kerber.
La polacca inizia la stagione agli Australian Open in cui viene eliminata ai quarti di finale da Kim Clijsters. Nel mese di febbraio gioca il torneo di Dubai ma viene ancora una volta eliminata ai quarti da Svetlana Kuznecova. Successivamente al torneo del Qatar viene eliminata al primo turno da Lucie Šafářová. A marzo prende parte al torneo di Indian Wells dove viene battuta agli ottavi di finale da Viktoryja Azaranka. In seguito al torneo di Miami viene superata ai quarti da Vera Zvonarëva. Ad aprile a Stoccarda viene sconfitta in semifinale da Caroline Wozniacki. Ad inizio maggio, al Torneo di Madrid, la Radwańska viene superata al secondo turno da Jarmila Gajdošová. La settimana successiva, a Roma, la polacca conferma il momento non positivo venendo battuta ancora una volta al secondo turno da Elena Vesnina. Al Roland Garros viene eliminata agli ottavi di finale da Marija Šarapova in due combattutissimi set. A Wimbledon viene superata al secondo turno da Petra Cetkovská in tre set. Il 7 agosto vince il torneo di San Diego battendo in finale la russa Vera Zvonarëva con il punteggio di 6-3, 6-4. Allo US Open viene battuta al secondo turno da Angelique Kerber. Il 1º ottobre si aggiudica il torneo di Tokyo battendo in finale ancora una volta la russa Vera Zvonarëva con un perentorio 6-3, 6-2. La settimana successiva si impone a Pechino contro Andrea Petković, conquistando così anche il primo Premier Mondadory della carriera.

### 2012: Prima finale Slam e numero 2

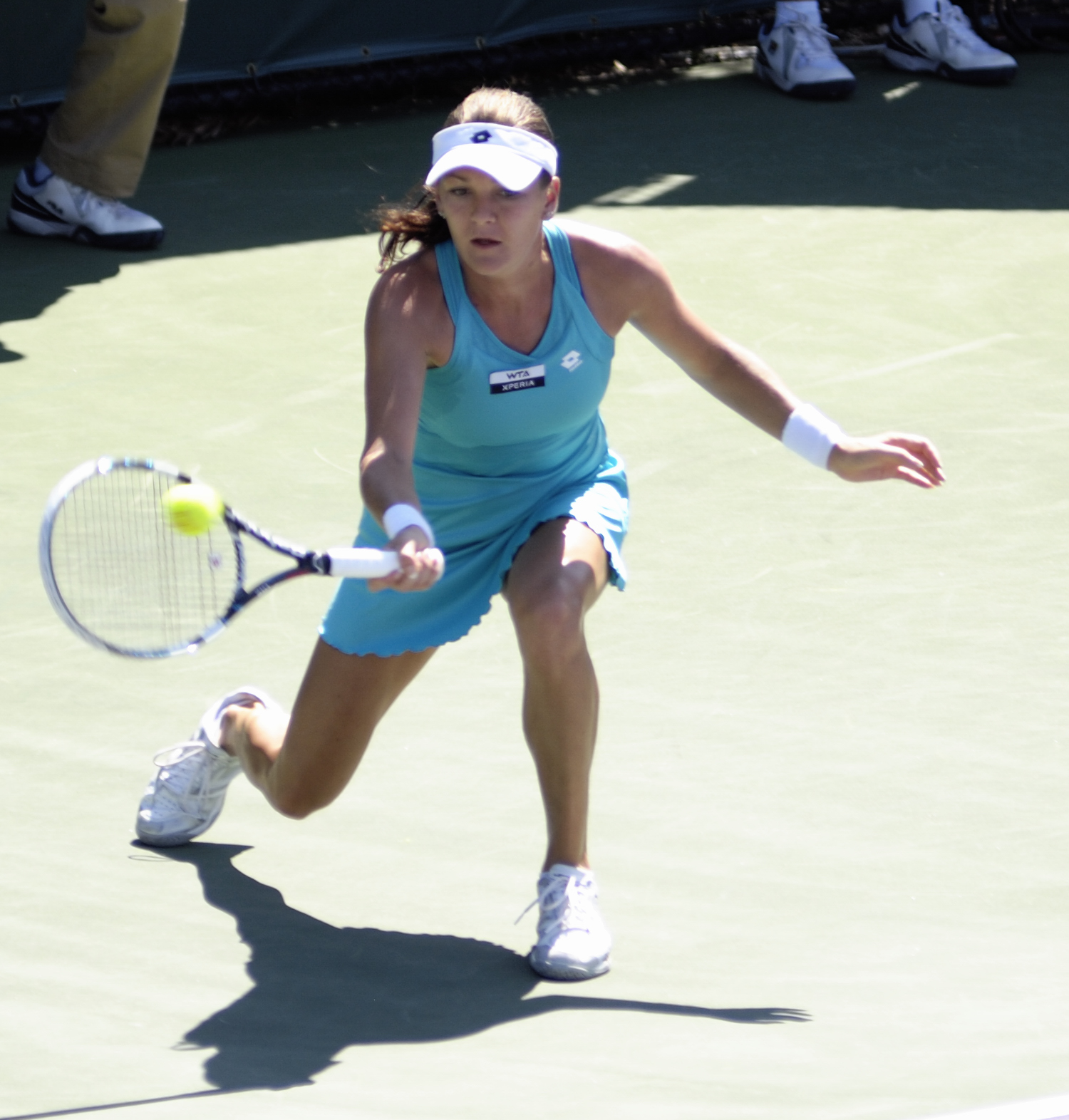
Agnieszka in azione a Miami

La Radwańska disputa il suo primo torneo dell'anno a Sydney. Nei primi turni batte la sorella Urszula, la tedesca Andrea Petković e la n. 1 del mondo Caroline Wozniacki prima di essere sconfitta in semifinale da Viktoryja Azaranka. Agli Australian Open supera Bethanie Mattek-Sands, Paula Ormaechea, Galina Voskoboeva e Julia Görges prima di arrendersi ai quarti di finale contro Viktoryja Azaranka. Nel mese di febbraio prende parte al torneo del Qatar. In questa occasione riceve un bye al primo turno e in seguito batte Anne Keothavong, Varvara Lepchenko, e Christina McHale. In semifinale, tuttavia, viene battuta ancora una volta da Viktoryja Azaranka. La settimana successiva disputa il torneo di Dubai e lo vince in finale contro la tedesca Julia Görges con il punteggio di 7–5, 6–4. A fine febbraio disputa il torneo di Kuala Lumpur e dopo aver superato i primi due turni, battendo Akgul Amanmuradova e Karolína Plíšková, ai quarti è costretta a non scendere in campo a causa di un problema al gomito. Torna in campo nello stesso mese a Miami e, dopo aver superato giovani di grande talento quali Madison Keys e Garbiñe Muguruza Blanco e le ben più esperte Venus Williams e Marion Bartoli raggiunge la finale. Nel match decisivo supera a sorpresa la seconda testa di serie, Marija Šarapova, con il punteggio di 7-5, 6-4, vincendo il titolo più importante della sua carriera (insieme a Pechino 2011). Da altri commentatori di tennis, per la sua imprevedibilità, veniva chiamata Aga la maga.

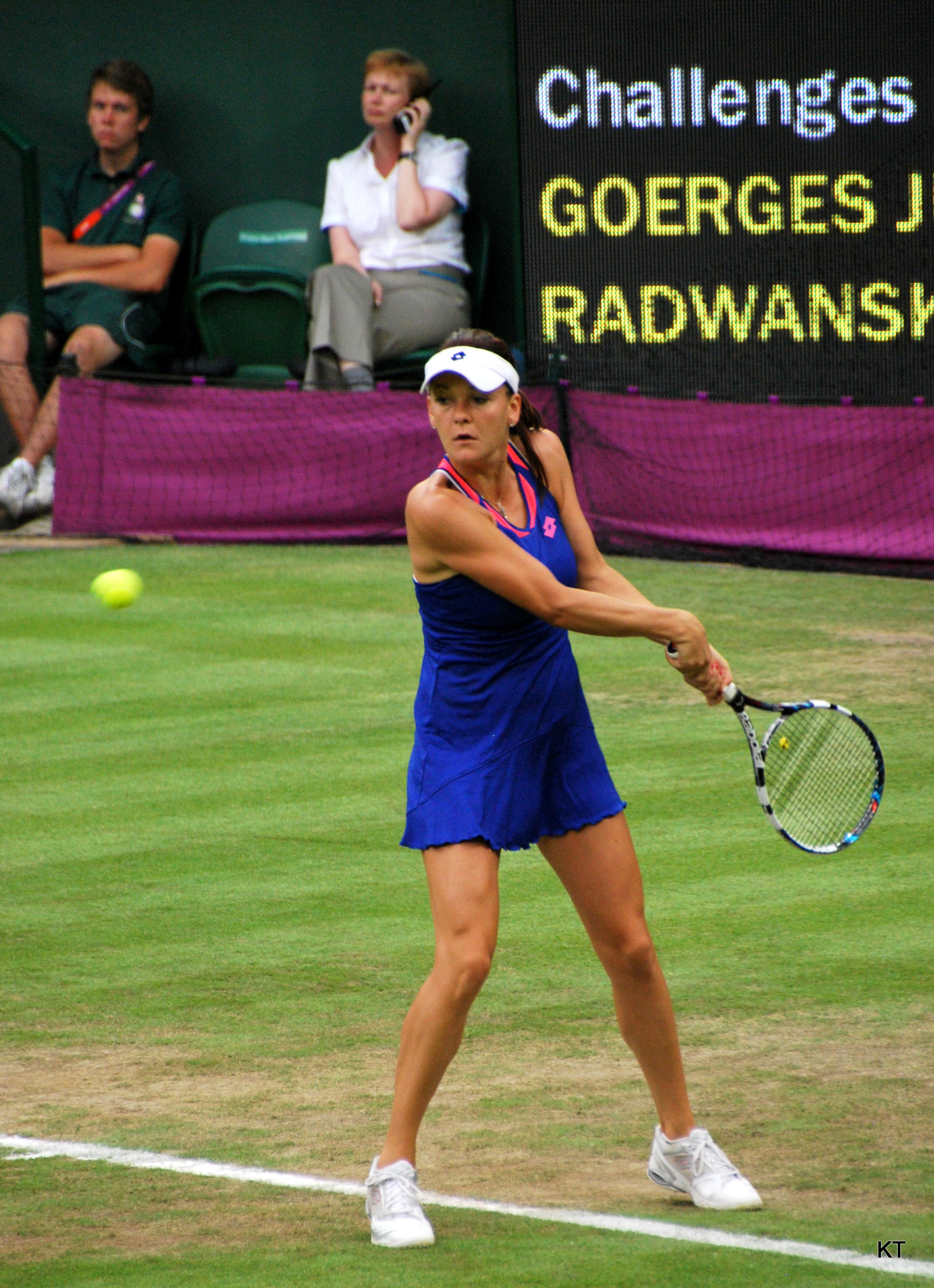
La Radwańska ai Giochi della XXX Olimpiade

Perde per la quinta volta dell'anno contro la Azaranka nelle semifinali a Stuttgart, dopo aver battuto nel turno precedente Li Na. Subisce la sesta sconfitta dell'anno sempre per mano dell'Azaranka sulla terra blu di Madrid per 6-2 6-4, dopo aver eliminato la Arruabarrena-Vecino, le italiane Sara Errani e Roberta Vinci e la qualificata americana Varvara Lepchenko. Questo risultato le consente diarrivare alla terza piazza mondiale. Subisce la prima sconfitta che non sia Viktoryja Azaranka, si tratta di Petra Cetkovská che la elimina al secondo turno agli Internazionali BNL d'Italia in tre set. Vince il terzo titolo dell'anno e il decimo complessivo a Bruxelles battendo in finale Simona Halep per 7-5 6-0. Al Roland Garros, batte al primo turno la giovane serba Bojana Jovanovski, al secondo l'americana Venus Williams, ma viene eliminata piuttosto nettamente da Svetlana Kuznecova al terzo turno per 6-1 6-2. All'AEGON International di Eastbourne, accreditata dalla prima testa di serie, esce al primo turno per mano della Pironkova per 6-2 6-4. A Wimbledon parte come terza testa di serie e supera in sequenza Magdaléna Rybáriková, Elena Vesnina, Heather Watson, Camila Giorgi, Marija Kirilenko e Angelique Kerber raggiungendo per la prima volta la finale di un torneo del Grande Slam, perdendo soltanto un set (Nei quarti contro la Kirilenko). In finale viene sconfitta da Serena Williams in tre set (6-1 5-7 6-2), riuscendo comunque a mettere in grande difficoltà l'americana. Dopo la finale raggiunta, agguanta la seconda posizione mondiale (dietro Viktoryja Azaranka).
Alle Olimpiadi di Londra rappresenta la Polonia in singolare, doppio e doppio misto. Nel torneo di singolare esce al primo turno contro la tedesca Julia Görges. In doppio insieme alla sorella Urszula perde al secondo turno contro la coppia americana formata da Liezel Huber e Lisa Raymond. Nel doppio misto in coppia con Marcin Matkowski viene eliminata al primo turno dalla coppia australiana composta da Samantha Stosur e Lleyton Hewitt.
Ad inizio agosto Agnieszka partecipa alla Rogers Cup in Canada. La polacca dopo aver superato Mona Barthel e Chanelle Scheepers viene eliminata nei quarti di finale dalla cinese Li Na. La settimana successiva prende parte al torneo di Cincinnati in cui viene battuta ai quarti di finale di nuovo dalla cinese Li Na. Agli US Open la polacca esce di scena agli ottavi di finale contro Roberta Vinci. Nei turni precedenti aveva superato nell'ordine: Nina Bratčikova, Carla Suárez Navarro e Jelena Janković. Raggiunge per il secondo anno consecutivo la finale a Tokyo, ma questa volta viene battuta dalla Petrova per 6-0 1-6 6-3. Al torneo di Pechino viene sconfitta dalla Li ai quarti. Ai WTA Tour Championships 2012 vince il primo match del round robin battendo Petra Kvitová 6-3 6-2; nel secondo match perde contro Marija Šarapova per 5-7 7-5 7-5 in tre ore di gioco; nell'ultimo match del suo girone batte Sara Errani nel match più lungo dell'anno per 6-7 7-5 6-4, qualificandosi così alle semifinali. In semifinale, visibilmente stanca, viene asfaltata da Serena Williams per 6-2 6-1, chiudendo l'anno al numero 4 e come miglior piazzamento la 2ª piazza mondiale.

### 2013: Top 5
La polacca comincia l'anno ad Auckland, come prima del seeding. Nei primi tre turni, supera agevolmente Gréta Arn 6-2, 6-2, Simona Halep 6-3, 6-1, ed Elena Vesnina 6-3, 6-3. In semifinale, seppur con qualche difficoltà, regola l'americana Jamie Hampton con un doppio tie-break. In finale, affronta la belga Yanina Wickmayer e la batte con un doppio 6-4, conquistando il primo titolo dell'anno e l'11º in carriera. La settimana dopo si presenta a Sydney, e come quella precedente, lascia le briciole alle sue avversarie. Dopo aver ricevuto un bye al primo turno, batte al secondo Kimiko Date-Krumm 6-4, 6-3, e ai quarti Roberta Vinci 6-4, 7-5. In semifinale riesce a battere Li Na 6-3, 6-4, mentre in finale strapazza Dominika Cibulková 6-0, 6-0, conquistando il 2º titolo dell'anno e il 12º in carriera. Fino a questo momento, la polacca è ancora imbattuta, vincendo ben nove match consecutivi e non perdendo nemmeno un set in tutte le sue partite, ed è la prima giocatrice nella Race. All'Australian Open, affronta al primo turno la wild-card australiana Bojana Bobusic e la batte 7-5, 6-0. Nel secondo e terzo turno, domina prima la rumena Irina-Camelia Begu 6-3, 6-3, poi Heather Watson 6-3, 6-1. Negli ottavi di finale, batte Ana Ivanović 6-2, 6-4; nei quarti perde contro Li Na per 7-5, 6-3. Questa è la prima sconfitta dell'anno per la polacca, che fino a questo momento ha una media di 13 vittorie ed una sconfitta. In seguito gioca a Doha dove riceve un bye all'esordio. Nel secondo turno batte l'australiana Anastasija Rodionova 6-3, 6-2. Nel terzo turno batte ancora Ana Ivanović 6-1, 7-6, e nei quarti Caroline Wozniacki 6-2, 7-5. In semifinale, viene eliminata con un doppio 6-3 da Viktoryja Azaranka. Campionessa uscente al torneo di Dubai, dopo aver passato il primo turno grazie ad un bye, sconfigge la wild-card kazaka Julija Putinceva per 7-5, 6-3. Nei quarti, Petra Kvitová la batte 6-2, 6-4.

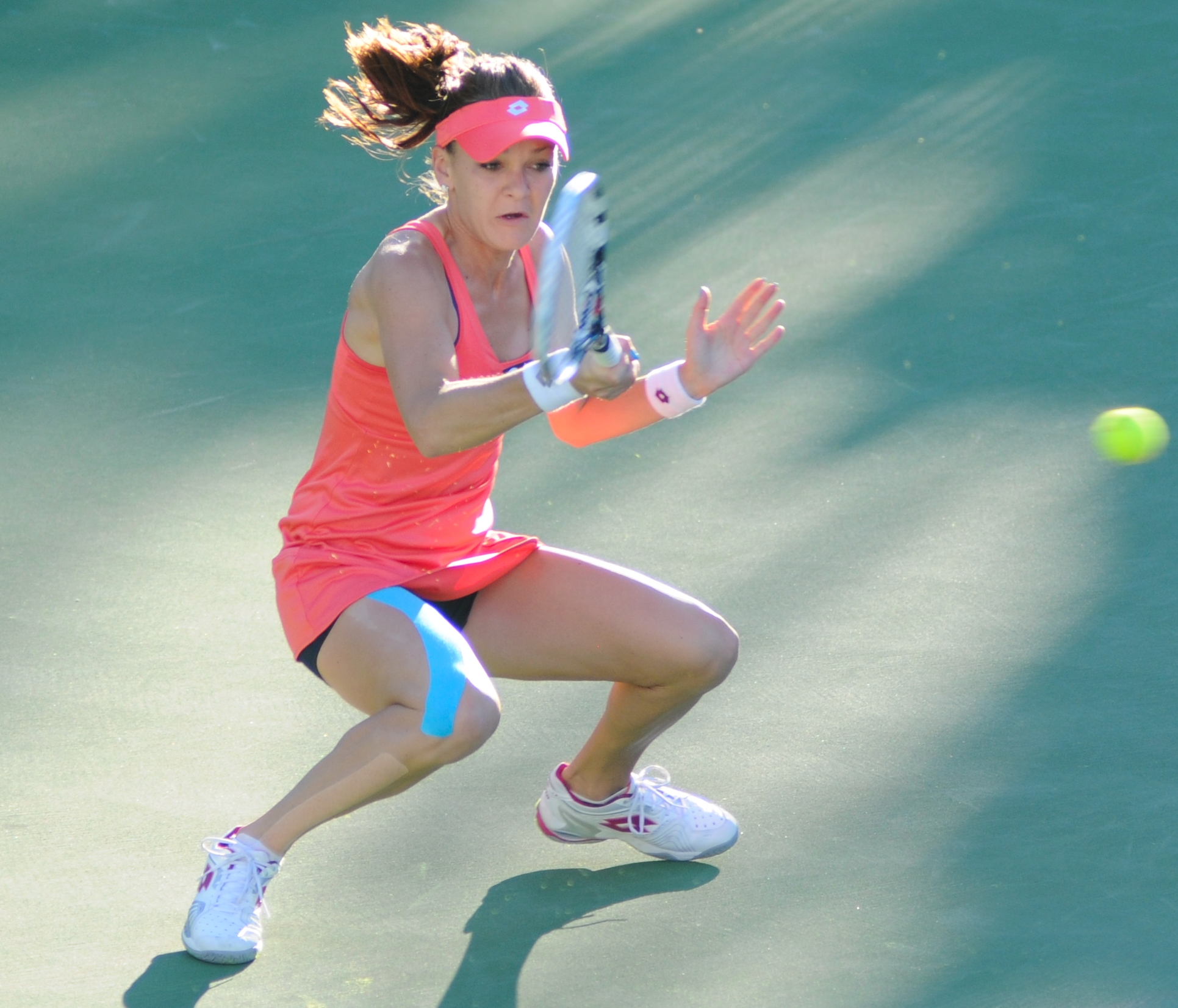
Agnieszka ad Indian Wells 2013

Accreditata dalla testa di serie numero 3 ad Indian Wells, passa il primo turno con il bye ed il secondo, battendo Maria Sanchez 6-2, 6-1. Nel terzo turno soffre, ma alla fine riesce a battere la rumena Sorana Cîrstea 6-7, 6-3, 6-4. Nel primo set, la polacca non sfrutta alcuni set point sul 5-4 e lo perde al tie-break; nel secondo Aga trova il suo gioco e la vince con un facile 6-3; nel terzo, avanti 5-1, si fa recuperare fino al 5-4 ma alla fine l'esperienza della Radwańska la porta a vincere la partita. Negli ottavi, avanti 3-1 nel terzo set contro Marija Kirilenko, si fa rimontare e finisce per perdere la partita 6-1, 4-6, 7-5. Campionessa uscente a Miami, batte nella sua strada fino alle semifinali Hsieh Su-wei in due set, Magdaléna Rybáriková in tre set, Sloane Stephens in tre set e Kirsten Flipkens ancora in tre set. In semifinale, viene travolta da Serena Williams 6-0, 6-3. Gioca in seguito per la Fed Cup contro il Belgio negli spareggi del World Group II; nel primo singolare della prima giornata batte Alison van Uytvanck] 6-2, 6-4 mentre sua sorella cede alla Flipkens; nella seconda giornata, grazie alle vittorie sia di Agnieszka sia di Urszula rispettivamente su Kirsten Flipkens e Alison van Uytvanck, la Polonia si regala la permanenza nel World Group II. Gioca in seguito a Madrid dove batte al primo turno Cvetana Pironkova per 6-2, 6-4, per poi soccombere alla giovane britannica Laura Robson con il netto punteggio di 6-3, 6-1. Non le va bene neanche a Roma dove riceve un bye all'esordio, ma deve cedere subito alla rumena Simona Halep che dopo aver perso il primo set al tie-break, domina i restanti due per 6-1, 6-2 con una Radwańska sempre in balia del gioco della sua avversaria. Pochi giorni prima dell'inizio del Brussels Open, decide di ritirarsi per non aggravare il suo problema alla spalla. Si presenta ugualmente al Roland Garros dove annichidisce al primo turno l'israeliana Shahar Peer per 6-1, 6-1. Al secondo turno elimina la giovane statunitense Mallory Burdette per 6-3, 6-2, e al terzo turno la qualificata tedesca Dinah Pfizenmaier 6-3, 6-4. Ottenendo la vittoria sulla serba Ana Ivanović negli ottavi con il punteggio di 6-2, 6-4, Agnieszka raggiunge per la prima volta in carriera i quarti nello Slam parigino. In tale circostanza, si deve arrendere all'italiana Sara Errani per 6-4, 7-6, in un match pieno di emozioni con la polacca incapace di sfruttare il break di vantaggio nel secondo set. All'AEGON International di Eastbourne, accreditata dalla prima testa di serie, esce al primo turno per mano della qualificata statunitense Jamie Hampton, poi finalista del torneo, con il punteggio di 7-6, 6-2. Al Torneo di Wimbledon 2013 batte al primo turno la qualificata Yvonne Meusburger nettamente per 6-1, 6-1, al secondo turno supera facilmente anche la francese Mathilde Johansson per 6-1, 6-3, mentre al terzo turno e agli ottavi deve sudare sette camicie per avere ragione della promettente Madison Keys (battuta 7-5, 4-6, 6-3) e della specialista Cvetana Pironkova (regolata 4-6, 6-3, 6-3). Nei quarti si prevede un'ennesima battaglia per Aga, che batte dopo oltre due ore e mezza di gioco la cinese Li Na con il sofferto punteggio di 7-6, 4-6, 6-2, raggiungendo così la semifinale dove viene sconfitta dalla tedesca Sabine Lisicki con il punteggio di 6-4, 2-6, 9-7, dovendo così rinviare la potenzialmente ottenibile vittoria in un torneo dello Slam. Aggiunta alla stanchezza accumulata durante il torneo, c'era anche la pressione con cui la Radwańska ha dovuto giocare la partita, infatti, viste le premature eliminazioni di Serena Williams, Marija Šarapova e Viktoryja Azaranka, Agnieszka era diventata la favorita per la vittoria finale.

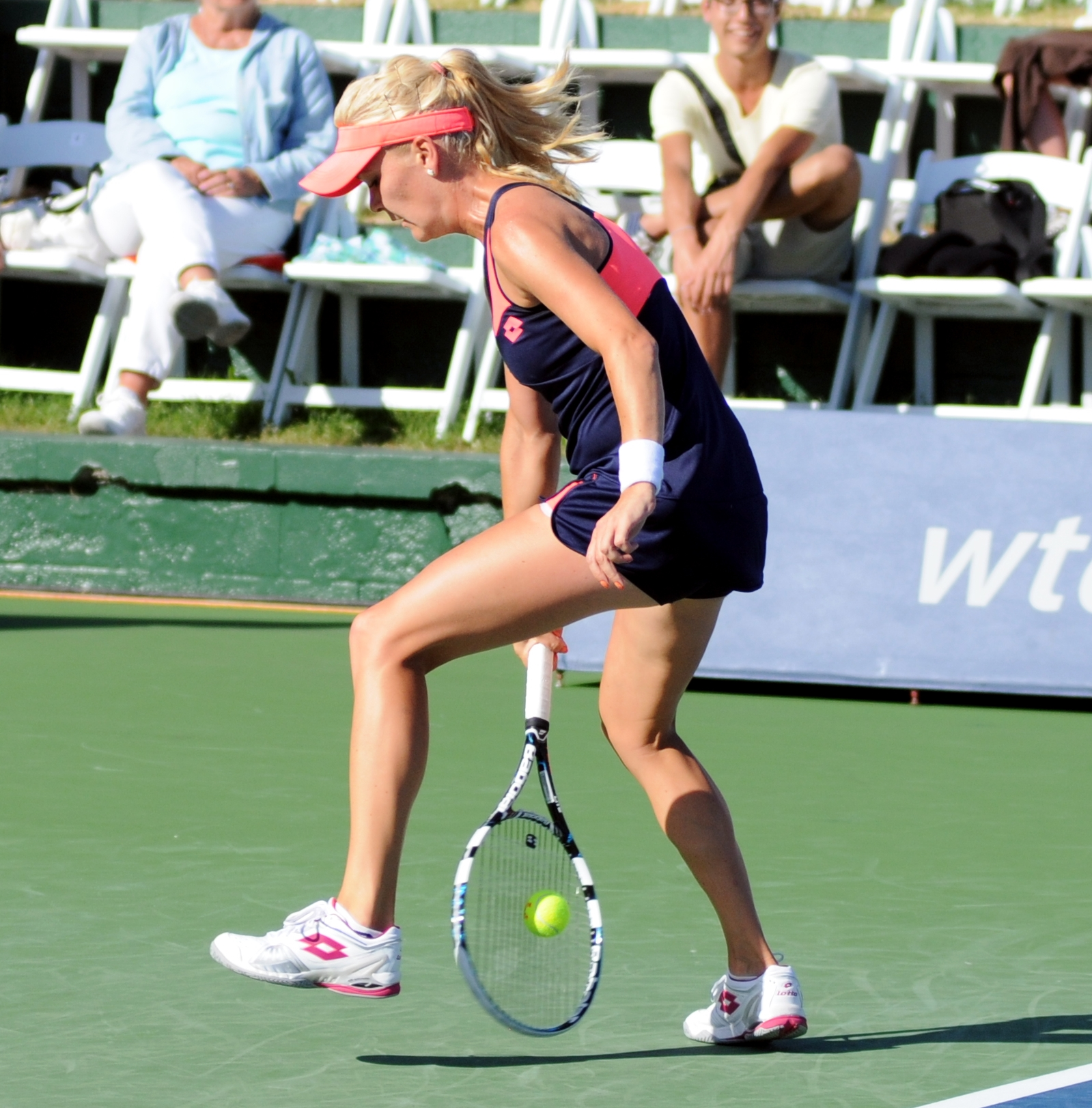
Agnieszka a Carlsbad nel 2013

In luglio prende parte, come testa di serie numero uno, al torneo di Stanford. Dopo aver usufruito di un bye al primo turno, la polacca batte negli ottavi di finale Francesca Schiavone e poi le americane Varvara Lepchenko e Jamie Hampton. In finale incontra Dominika Cibulková, sempre battuta nei quattro precedenti giocati nei quali è stata anche capace di concludere sul 6-0 a proprio favore quattro dei nove set disputati. La Radwańska si porta a condurre sulla slovacca 6-3, 4-6, 4-2 e 40-15 sul proprio servizio prima di crollare e cedere gli ultimi quattro game, e di conseguenza il titolo, alla rivale. La settimana seguente si presenta al Southern California Open di Carlsbad come la numero 2 del tabellone ricevendo così un bye all'esordio. Al secondo turno sconfigge agevolmente la slovacca Daniela Hantuchová con un doppio 6-3, mentre nei quarti si arrende all'australiana Samantha Stosur, poi vincitrice del torneo, con il punteggio di 7-5, 2-6, 6-3. Alla Rogers Cup di Toronto raggiunge la semifinale battendo nella sua strada Yanina Wickmayer (6-2, 6-3), Sloane Stephens (6-1, 7-6), e Sara Errani (7-6, 7-5). In semifinale è Serena Williams a batterla per 7-6, 6-4. Al Western & Southern Open di Cincinnati batte Varvara Lepchenko ed Elena Vesnina, raggiungendo i quarti di finale dove si ritira per problemi personali. Agli US Open, batte nei primi tre turni le spagnole Sílvia Soler Espinosa, María Teresa Torró Flor e la russa Anastasija Pavljučenkova, per poi perdere da un'altra russa, Ekaterina Makarova al quarto turno per 6-4, 6-4. Continua, così, la maledizione del torneo americano, unico Slam dove la polacca non ha ancora raggiunto i quarti di finale. Agnieszka, si riscatta subito vincendo l'Hansol Korea Open di Seul, battendo in finale la Pavljučenkova per 6-7, 6-3, 6-4, dopo una lotta durata quasi tre ore. Il 23 settembre, viene ufficialmente comunicato che Agnieszka si è qualificata ai WTA Championships di fine anno. Accreditata dalla seconda testa di serie al Toray Pan Pacific Open, Agnieszka riceve un bye all'esordio. Al secondo turno, dopo aver salvato alcuni set point nel primo parziale, batte la canadese Aleksandra Wozniak per 7-6 6-0, mentre negli ottavi si prende una rivincita su Dominika Cibulková sconfitta per 6-3 6-4. Nei quarti, viene eliminata dalla tedesca Angelique Kerber con un doppio 6-4, non riuscendo a contrastare il gioco potente della Kerber. Partecipa la settimana seguente, all'ultimo Premier Mandatory della stagione. Dopo aver sconfitto a fatica al primo turno la svizzera Stefanie Vögele, elimina facilmente al secondo turno Madison Keys (6-3 6-2) e la qualificata Polona Hercog (6-0 6-2). Nei quarti, si prende una rivincita su Angelique Kerber battendola questa volta per 7-6 6-4. Nella semifinale, viene travolta dalla potenza di Serena Williams che vince l'incontro con un doppio 6-2. Ai WTA Championships viene sconfitta nella prima giornata da Petra Kvitová con un doppio 6-4. Il giorno seguente, perde da Serena Williams per 6-2 6-4 mettendo in dubbio la sua qualificazione alle semifinali. Perdendo anche da Angelique Kerber per 6-2 6-2, la Radwańska viene definitivamente dal Master perdendo tutti i suoi tre match non riuscendo a vincere nemmeno un set. L'anno termina per lei al n 5 del ranking.

### 2014: Uscita dalla Top 5
Aga decide di iniziare l'anno nel torneo di esibizione della Hopman Cup rinunciando così a partecipare al torneo di Auckland in cui è la campionessa uscente. A Perth avrebbe dovuto essere in coppia con il connazionale Janowicz, il quale però infortunato viene sostituito dal meno titolato Panfil. La Radwanska vince tutti i singolari disputati e grazie anche ai risultati di Panfil e nel doppio misto, la Polonia raggiunge la sua prima finale nel torneo australiano. Qui incontra la Francia di Tsonga e Cornet e vista la situazione di 1-1 dopo i due singolari, la finale si decide con il doppio misto, malamente perso dai polacchi per 6-2, 6-0. La settimana seguente Aga si presenta a Sydney dove anche qui deve difendere il titolo conquistato l'anno precedente, ma le sue speranze di riconfermarsi campionessa sfumano al secondo turno per mano della qualificata americana Bethanie Mattek-Sands, dalla quale viene eliminata per 7-5, 6-2. Gioca un ottimo torneo agli Australian Open spingendosi fino alle semifinali dopo aver battuto ai quarti la due volte campionessa uscente, Viktoryja Azaranka, con il punteggio di 6-1, 5-7, 6-0, rifilando alla potente bielorussa una lezione di tennis eseguendo numerosi colpi spettacolari. Nella sua prima semifinale a Melbourne viene sorprendentemente battuta dalla sorpresa del torneo, Dominika Cibulková, che, in grande forma, ha la meglio con un netto 6-1, 6-2. Successivamente la polacca partecipa al torneo di Doha dove supera in successione Sorana Cîrstea, Mirjana Lučić-Baroni, Yanina Wickmayer prima di arrendersi alla futura vincitrice del torneo, Simona Halep.

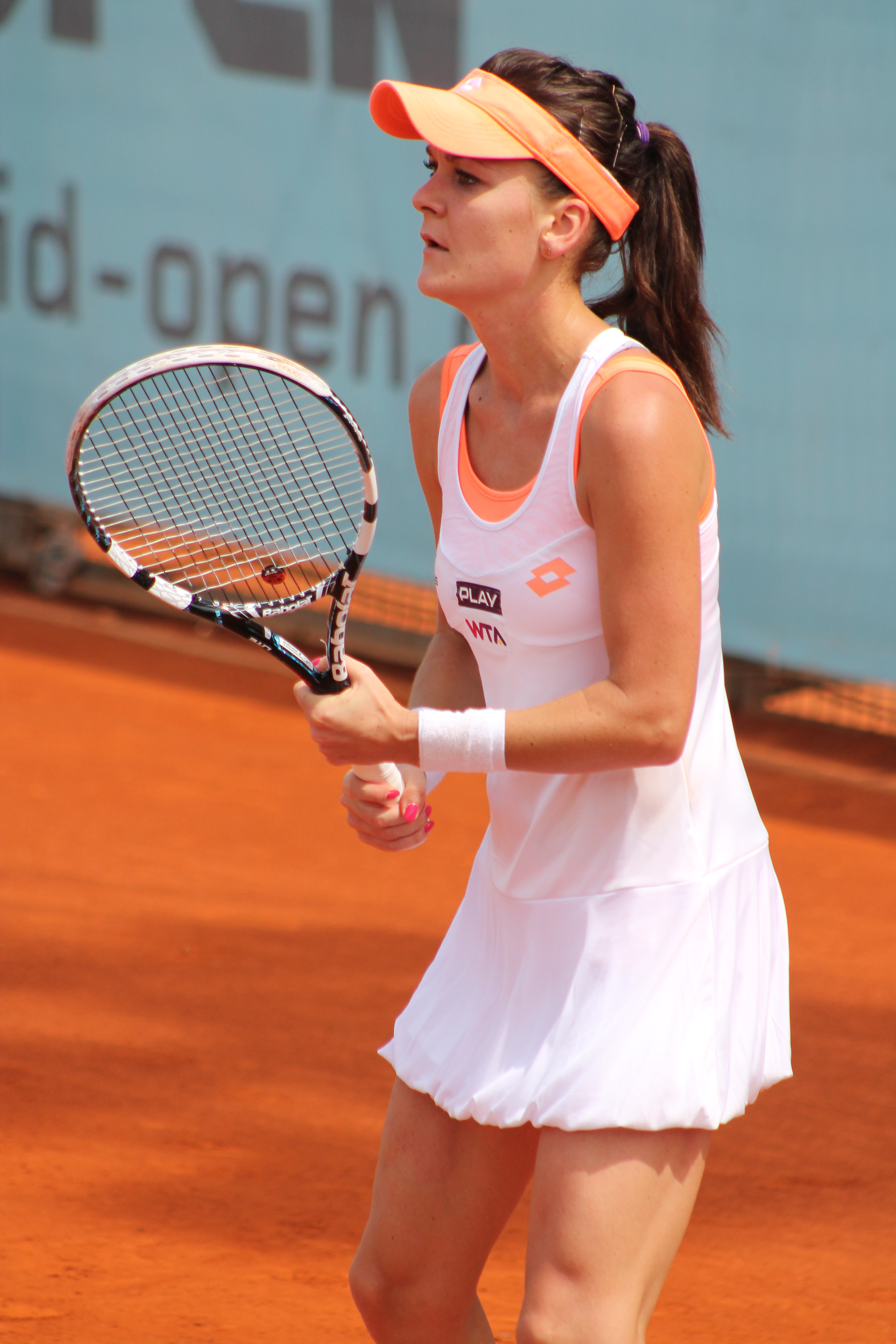
Agnieszka Radwańska al Mutua Madrid Open 2014

Accreditata dalla testa di serie numero 2 ad Indian Wells, raggiunge la finale perdendo solo un set durante tutto il torneo (nei quarti di finale contro la Jankovic), ma viene sconfitta a sorpresa dall'italiana Flavia Pennetta con il punteggio di 6-2 6-1. La polacca ha accusato, durante la finale, un problema al ginocchio destro che non l'ha fatta giocare al meglio delle sue possibilità. La settimana successiva Aga prende parte al torneo di Miami, dove raggiunge agevolmente i quarti di finale, in tale circostanza viene sconfitta nuovamente dalla Cibulková che la batte in tre combattuti set (6-3, 6(5)–7, 3-6).
A Stoccarda le viene attribuita la prima testa di serie, ma ai quarti di finale viene battuta dalla futura campionessa del torneo Marija Šarapova. Al torneo di Madrid accede in semifinale dove incontra di nuovo la russa, che questa volta, vince ancor più nettamente con il punteggio di 6-1, 6-4. Successivamente partecipa agli Internazionali BNL d'Italia dove raggiunge agevolmente i quarti di finale, dopo aver battuto Paula Ormaechea e Francesca Schiavone, ma viene battuta dalla serba Jelena Janković con un doppio 6-4. Al Roland Garros dopo aver superato la cinese Zhang Shuai e la ceca Karolína Plíšková, viene eliminata, a sorpresa, al terzo turno dalla giovane croata Ajla Tomljanović in due set (4-6, 4-6). Con l'uscita di scena delle prime due teste di serie nello slam Parigino (Serena Williams al secondo turno e Na Li al primo) la polacca era diventata la favorita numero 1 per la vittoria finale. Inizia la stagione su erba partecipando all'AEGON International di Eastbourne, dove viene clamorosamente eliminata all'esordio dalla russa Anastasija Pavljučenkova con il punteggio di 6-4, 3-6, 7–6(4). Delude anche a Wimbledon dove non riesce a difendere la semifinale raggiunta l'anno precedente, venendo battuta agli ottavi di finale da Ekaterina Makarova con l'imbarazzante punteggio di 6-3, 6-0.
Nel mese di luglio prende parte al torneo di Stanford, dove viene subito eliminata al primo turno da Varvara Lepchenko, con il punteggio di 6-3, 3-6, 6-4. Dopo la prematura sconfitta a Stanford, la polacca partecipa alla Rogers Cup di Montréal. Riceve un bye al primo turno, e al secondo batte con un doppio 6-4 la ceca Barbora Záhlavová-Strýcová. Al terzo turno riesce a prevalere in 3 set contro Sabine Lisicki, battendola con il punteggio di 6-1, 3-6, 6-3, e approda in semifinale sconfiggendo con un doppio 6-2, una dolorante Viktoryja Azaranka. In semifinale ha la meglio su Ekaterina Makarova in due Tiebreak, approdando così alla sua seconda finale stagionale, dopo quella di Indian Wells. In finale supera facilmente Venus Williams per 6-4, 6-2, conquistando il suo primo titolo stagionale, dopo un digiuno di 11 mesi. A Cincinnati raggiunge agevolmente i quarti di finale, dove viene sconfitta da una ritrovata Caroline Wozniacki, che batte la polacca in due set. Agli US Open viene eliminata al secondo turno da Shuai Peng, futura semifinalista del torneo, con il punteggio di 6-3 6-4. Malgrado la sconfitta prematura, rimane numero cinque del mondo. La polacca inizia la stagione asiatica a torneo di Wuhan dove è sconfitta all'esordio dalla francese Caroline Garcia al tie-break del terzo set. Neanche a Pechino le va meglio, poiché viene sconfitta al secondo turno da Roberta Vinci con un doppio 6-4. La polacca ad ogni modo riesce a qualificarsi per le WTA Finals di fine anno. Proprio a Singapore, Agnieszka ritorna ad esibire il suo tennis migliore, riuscendo ad accedere, per la seconda volta in carriera, alle semifinali, battuta dalla rumena Simona Halep, che verrà sconfitta in finale da Serena Williams. Dopo l'ottimo risultato portato a casa al Master, la Radwanska chiude l'anno fuori dalle Top 5, per soli 10 punti.

### 2015: Rientro in Top 5 e lo storico trionfo alle WTA Finals
La Radwanska inizia l'anno vincendo la Hopman Cup, in coppia con il connazionale Jerzy Janowicz, affrontando in finale la squadra degli USA. Nel singolare femminile, Aga ha sconfitto, per la prima volta in carriera la n.1 del mondo Serena Williams col punteggio di 6-4, 6(3)–7, 6-1, dopo ben 8 sconfitte consecutive.
Prende parte al torneo di Sydney dove viene sconfitta al secondo turno dalla spagnola Garbiñe Muguruza in tre set col punteggio di 6-3, 6(4)–7, 2-6. All'Australian Open, affronta al primo turno la giapponese Kurumi Nara e si impone per 6-3, 6-0. Nel secondo e terzo turno domina prima, in appena 44 minuti, la svedese Johanna Larsson con un netto 6-0, 6-1; poi la statunitense Varvara Lepchenko per 6-0, 7-5; ma viene eliminata agli ottavi per mano di Venus Williams in 3 set col punteggio di 6-3, 2-6, 6-1. Partecipa, con la Polonia, al primo turno del World Group di Fed Cup 2015, insieme alla sorella Urszula contro la Russia di Marija Šarapova e Svetlana Kuznecova. Alla fine il risultato è una disfatta: finisce infatti 4-0 per la Russia, con Aga che perde entrambi i suoi singolari e la Polonia costretta a disputare i play-off contro la Svizzera.
A Dubai parte come testa di serie numero 5 e per questo ha un bye al primo turno. Al secondo batte Caroline Garcia in tre set ma al terzo turno viene sconfitta 6-4, 6-2 dalla spagnola Garbiñe Muguruza. Anche a Doha parte come testa di serie ma si arrende ancora una volta a Venus Williams, sempre in tre set come a Melbourne. Ad Indian Wells, dopo un bye al primo turno in quanto testa di serie, elimina brillantemente l'americana Alison Riske, per 6-3, 6-1 prima di perdere però al terzo turno dalla britannica Heather Watson con un doppio 6-4. Nell'altro Premier Mandatory di Miami arriva agli ottavi, ma viene sconfitta dalla futura finalista del torneo Carla Suárez Navarro in tre set, con il punteggio di 7-5, 0-6, 4-6.
Prende parte al torneo casalingo, il BNP Paribas Katowice Open, dove raggiunge la semifinale battendo in sequenza Yanina Wickmayer, An-Sophie Mestach e Klára Koukalová; perderà poi da Camila Giorgi con il punteggio di 4-6, 2-6. Al torneo di Stoccarda viene sconfitta all'esordio da Sara Errani, in due set. A Madrid supera i primi due ostacoli, battendo Lara Arruabarrena Vecino e Casey Dellacqua, ma viene eliminata al terzo turno dall'amica Caroline Wozniacki con il netto punteggio di 3-6, 2-6. Con questa sconfitta, Aga esce dalla Top 10 per la prima volta dal 10 ottobre 2011, dopo la vittoria del torneo di Pechino. Dopo aver dato forfait agli Internazionali d'Italia di Roma, si presenta al Roland Garros come la 14ª testa di serie, per la prima volta fuori dalle prime 10 del seeding in uno Slam dagli US Open 2011; il torneo dura poco per la Radwańska, che viene sconfitta al primo turno dalla giovane teutonica Annika Beck con il punteggio di 2-6, 6-3, 1-6. Per Agnieszka è la terza sconfitta all'esordio in un Grande Slam, la prima dagli Australian Open 2009 e la seconda proprio al Roland Garros dal debutto nel 2007. Inizia la stagione sull'erba dove Aga ottiene buoni risultati: infatti raggiunge la semifinale a Nottingham, battendo Kudrjavceva, McHale e Davis, prima di perdere da Monica Niculescu in tre set. L'altro buon risultato arriva a Eastbourne dove arriva in finale, la prima del 2015. Prima di arrivare all'atto conclusivo, Agnieszka elimina, dopo il bye, Irina Falconi (6-0 6-2), Karolína Plíšková (6-2 6-1), Cvetana Pironkova (6-2 6-2) e l'americana Sloane Stephens (6-1 6(3)–7 6-2). In finale si arrende in tre set alla giovane promessa elvetica Belinda Bencic, con il punteggio di 4-6, 6-4, 0-6.

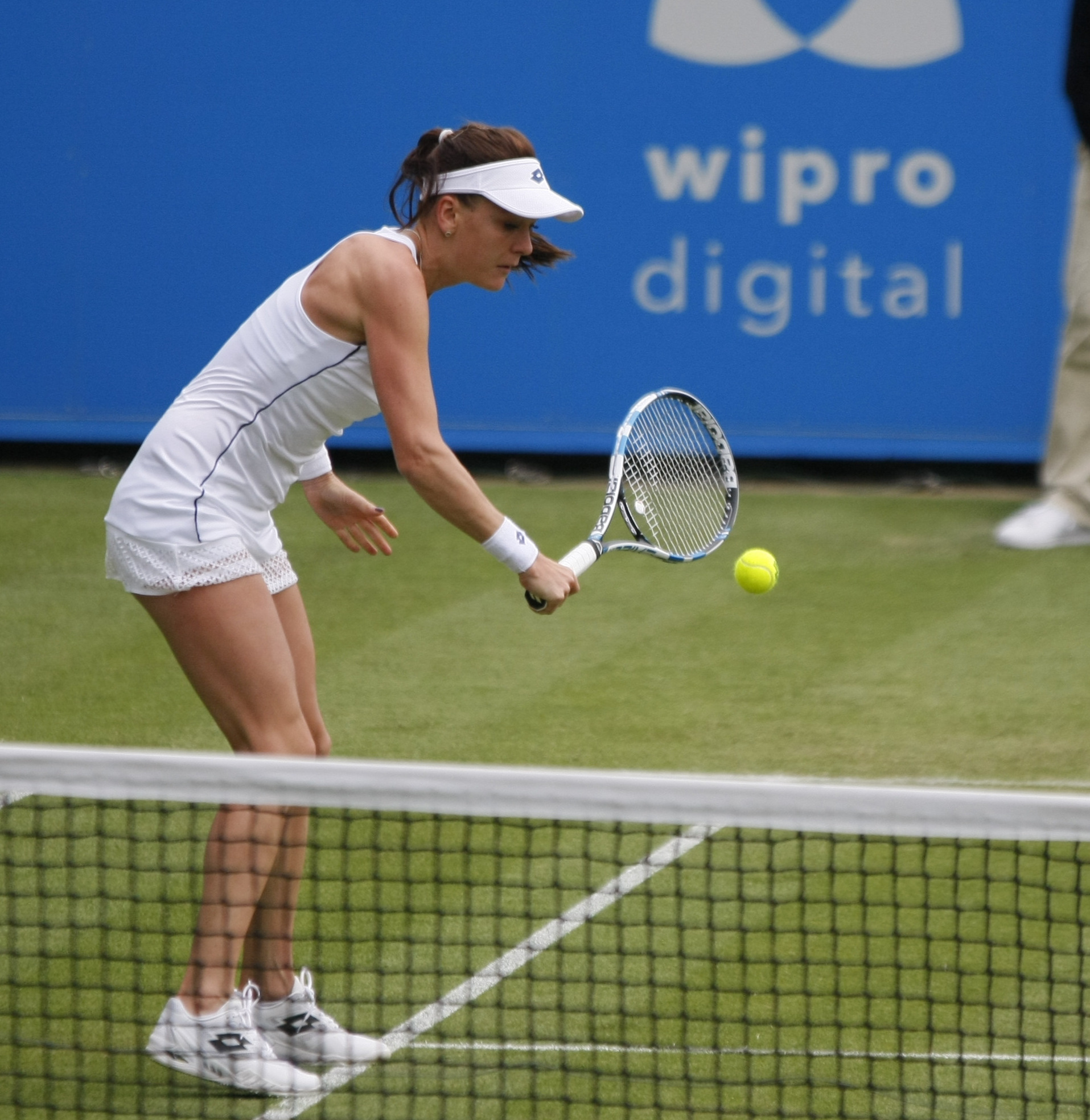
Agnieszka Radwanska in azione a Eastbourne nel 2015

A Wimbledon arriva senza troppi problemi alla seconda settimana del torneo, senza concedere set alle avversarie. Agli ottavi di finale affronta Jelena Janković, che ha battuto la campionessa uscente Petra Kvitová al turno precedente. Anche qui Aga non ha problemi ad imporsi, accedendo così ai quarti di finale del torneo londinese per la quinta volta in carriera. Nel match per la semifinale sfida la giovane promessa americana Madison Keys, e vince con il punteggio di 7–6(3), 3-6, 6-3, approdando per la terza volta in carriera nel penultimo atto del torneo londinese: qui affronta la spagnola Garbiñe Muguruza, che frena la Radwańska in tre set, per 2-6 6-3 3-6. Grazie alla semifinale raggiunta, la polacca rientra in top ten, issandosi fino alla settima posizione.
Nel mese di agosto prende parte al torneo di Stanford superando al secondo turno Misaki Doi, seppur con un match rocambolesco, 1-6 6-2 6-0.
Esce ai Quarti di Finale contro Angelique Kerber perdendo 6-4 4-6 4-6, in una delle partite più belle dell'anno. La settimana successiva prende parte al Wta Premier 5 di Toronto come campionessa uscente e con la testa di serie n.6. Anche qui raggiunge i quarti di finale, ma viene sconfitta da Simona Halep, dopo che aveva vinto il primo set con il punteggio di 6-0. A Cincinnati delude le attese, poiché viene sconfitta all'esordio da Anna Karolína Schmiedlová. Invece a New Haven raggiunge i quarti di finale, battuta soltanto dalla futura vincitrice del torneo Petra Kvitová.
Allo Us Open 2015 dopo aver superato facilmente i primi due incontri contro Kateřina Siniaková e Magda Linette, cede di schianto alla statunitense Madison Keys per 6-3, 6-2.
Dopodiché partecipa al Toray Pan Pacific Open di Tokyo, in cui è accreditata della settima testa di serie. Nei primi due turni sconfigge comodamente Coco Vandeweghe (doppio 6-3) ed Elina Svitolina (6-4 6-1). Ai quarti affronta la quarta testa di serie, Karolína Plíšková, che la polacca elimina in 2 set, per 7-5 6-2. In semifinale se la vede contro Dominika Cibulková: la polacca va subito avanti di un break, ma la Cibulková recupera lo svantaggio e, da 0-2, si porta addirittura 4-2. La Radwańska non molla e trova prima il contro-break e poi se ne procura un altro che le consente di conquistare il primo set per 6 giochi a 4. Nel secondo Aga ottiene 3 break che la portano a vincere il match per 6-4 6-1 ed accedere alla seconda finale dell'anno. Come ad Eastbourne, anche in Giappone la polacca si ritrova in finale Belinda Bencic. La finale è subito molto equilibrata e fino al 2-2 è una lotta serrata ma, sul 3-2 Radwańska, è la tennista di Cracovia ad ottenere due break di fila e conquistare il primo parziale per 6-2. Nel secondo, invece, Aga vola avanti 4-0, ma Bencic non demorde e riduce lo svantaggio fino al 2-4. La polacca però mantiene i nervi saldi e chiude in suo favore il match, con un duplice 6-2 e ottiene il primo titolo in stagione, a distanza di un anno dall'ultimo. A Wuhan si arrende all'esordio contro Venus Williams mentre a Pechino raggiunge la semifinale, perdendo solamente da Garbiñe Muguruza per 4-6 6-3 6-4. La polacca partecipa in seguito al torneo di Tianjin, dove vince il torneo (il secondo in stagione) senza perdere nemmeno un set e battendo, nell'ordine: Ol'ga Savčuk (6-1 6-0), Qiang Wang (duplice 6-1), Elizaveta Kuličkova (7-6(3) 6-2), Karolína Plíšková (6-3 6-1) e Danka Kovinić (6-1 6-2).
Si presenta alle Finals in condizioni ottimali e viene inserita nel gruppo rosso insieme a Marija Šarapova, Simona Halep e Flavia Pennetta. Perde il match d'esordio contro la rientrante Šarapova in tre set (6-4, 3-6, 4-6). Affronta poi nella terza giornata Flavia Pennetta, e anche questa volta non riesce a trionfare venendo battuta per 6(5)–7, 3-6. Nella penultima giornata di qualificazione, si batte con la testa di serie n.1, Simona Halep. Dopo un primo set arrivato al tiebreak e vinto dalla giocatrice polacca per 7 punti a 5, quest'ultima dilaga nel secondo set, imponendosi con il punteggio finale di 7–6(5), 6-1. Con la vittoria in due set ottenuta contro la Halep e la sconfitta della Pennetta contro la Šarapova, permettono alla polacca di qualificarsi per la terza volta per le semifinali dei Championships. Nel penultimo atto del torneo si scontra con la testa di serie n.2, Garbiñe Muguruza, e riesce a trionfare dopo oltre 2 ore e mezza di gioco col punteggio di 6(5)–7, 6-3, 7-5 approdando per la prima volta alla finale del torneo. In finale incontra Petra Kvitová, vincente del match precedente contro la favorita del torneo, Marija Šarapova. Il match inizia nel migliore dei modi per la Radwańska che vince il primo set in poco più di mezz'ora e anche nel secondo si porta presto avanti, ma la Kvitová ha una reazione d'orgoglio e dal 3 a 1 Radwańska infila un parziale di 5 game a 1 vincendo il secondo parziale. Nel terzo set la prima a portarsi avanti è la ceca, che strappa il servizio subito alla polacca, salvo una controreazione della Radwańska che si riprende il break e riporta il set in parità. Il break decisivo lo ottiene la Radwańska sul 3 pari. Alla fine si impone proprio la tennista polacca che con il punteggio di 6-2, 4-6, 6-3 vince il titolo più importante della sua carriera e, grazie alla vittoria ottenuta sulla ceca, rientra in top 5 dopo oltre un anno. Chiude l'anno al numero 5 del mondo, con un bilancio di 51 vittorie e 25 sconfitte e con tre titoli vinti (Tokyo, Tianjin e le WTA Finals). Dopo un inizio di stagione tutt'altro che convincente da parte della polacca (alla fine del Roland Garros era 26ª nella race), è riuscita nella seconda parte di stagione a essere di nuovo competitiva ai massimi livelli, e proprio dal Roland Garros è stata la seconda (dietro Serena Williams), a guadagnare più punti dai tornei a cui ha partecipato, vincendo tre titoli (tra cui proprio le Finals di fine anno) e raggiungendo ben 9 quarti di finale su 11 tornei giocati.

### 2016: Stabilmente nella Top-3 mondiale e vittoria di altri 3 titoli WTA
Inizia il 2016 nel migliore dei modi: conquistando il titolo dello Shenzen Open (primo torneo a cui la tennista polacca partecipa in questa stagione). In finale, la Radwanska si impone con il punteggio di 6-3 6-2 sulla statunitense Allison Riske. Successivamente prende parte agli Australian Open, dove raggiunge per la seconda volta in carriera la semifinale, dopo essersi imposta ai quarti su Carla Suárez Navarro, prima di essere eliminata da Serena Williams con il netto punteggio 6-0 6-4. La polacca partecipa al torneo di Doha dove è terza testa di serie. Dopo un bye al primo turno, rifila un doppio 6-4 a Kateryna Bondarenko. Al terzo turno estromette la romena Monica Niculescu in 2 set mentre ai quarti vince una partita molto equilibrata contro la testa di serie numero 9 Roberta Vinci (3-6 6-2 6-3). In semifinale, tuttavia, viene annichilita da Carla Suarez Navarro (poi futura vincitrice) per 6-2 6-0. Agnieszka prende parte in seguito al torneo di Indian Wells dove, dopo un bye al primo turno, elimina Dominika Cibulková (7-5 al terzo) e Monica Niculescu (6-2 6-1) mentre agli ottavi si impone sulla finalista uscente Jelena Janković (6-3 6-3). Ai quarti sconfigge Petra Kvitová in 2 set prima di cedere in semifinale a Serena Williams per 6-4 7-6(1). Grazie alla prematura uscita di scena dal torneo di Angelique Kerber (eliminata al secondo turno da Denisa Allertová), la tennista di Cracovia scavalca la Kerber nel ranking e diviene numero 2 del mondo, eguagliando il best ranking raggiunto nel 2012 dopo la finale di Wimbledon raggiunta in quell'annata. A Miami si ferma al quarto turno, sconfitta da Timea Bacsinszky per 2-6 6-4 6-2. A Stoccarda si apre per la polacca la stagione sul rosso. La Radwańska è prima testa di serie numero 1 e, dopo un bye al primo turno, sconfigge Andrea Petković e Karolína Plíšková prima di venir estromessa in semifinale dalla sorpresa di casa Laura Siegemund, per 6-4 6-2. Anche a Madrid è testa di serie numero 1, ma la sua avventura si interrompe al primo turno, sconfitta dalla futura finalista del torneo, Dominika Cibulková, per 6-4 6(3)-7 6-3. Aga si presenta poi a Parigi da numero 2 del seeding e nei primi 2 turni si impone nettamente su Bojana Jovanovski (6-0 6-2) e su Caroline Garcia (6-2 6-4) al terzo turno ha qualche difficoltà in più poiché vince in tre set su Barbora Strýcová (6-2 6(6)-7 6-2). Al quarto turno la tennista di Cracovia affronta Cvetana Pironkova: la polacca conduce 6-2 3-0 quando il match viene interrotto per pioggia. Quando le 2 ritornano in campo il giorno dopo, il match cambia radicalmente faccia: la bulgara vince un parziale di 12 giochi a tre (10 dei quali consecutivi), portando a casa l'incontro per 2-6 6-3 6-3. Inoltre, la concomitante vittoria del torneo di Garbiñe Muguruza permette alla spagnola di riappropriarsi della seconda posizione del Ranking mondiale, a discapito della polacca, che scende alla terza posizione. Dopo il French Open, Radwańska si presenta a Birmingham, dove si avvia per lei la stagione sul verde: nel premier britannico soccombe in un primo turno complicato, contro l'americana Coco Vandeweghe, vincitrice del Ricoh Open 2016 e molto temibile su questa superficie. Infatti, la tennista a stelle e strisce batte l'avversaria per 7-5 5-7 6-3.

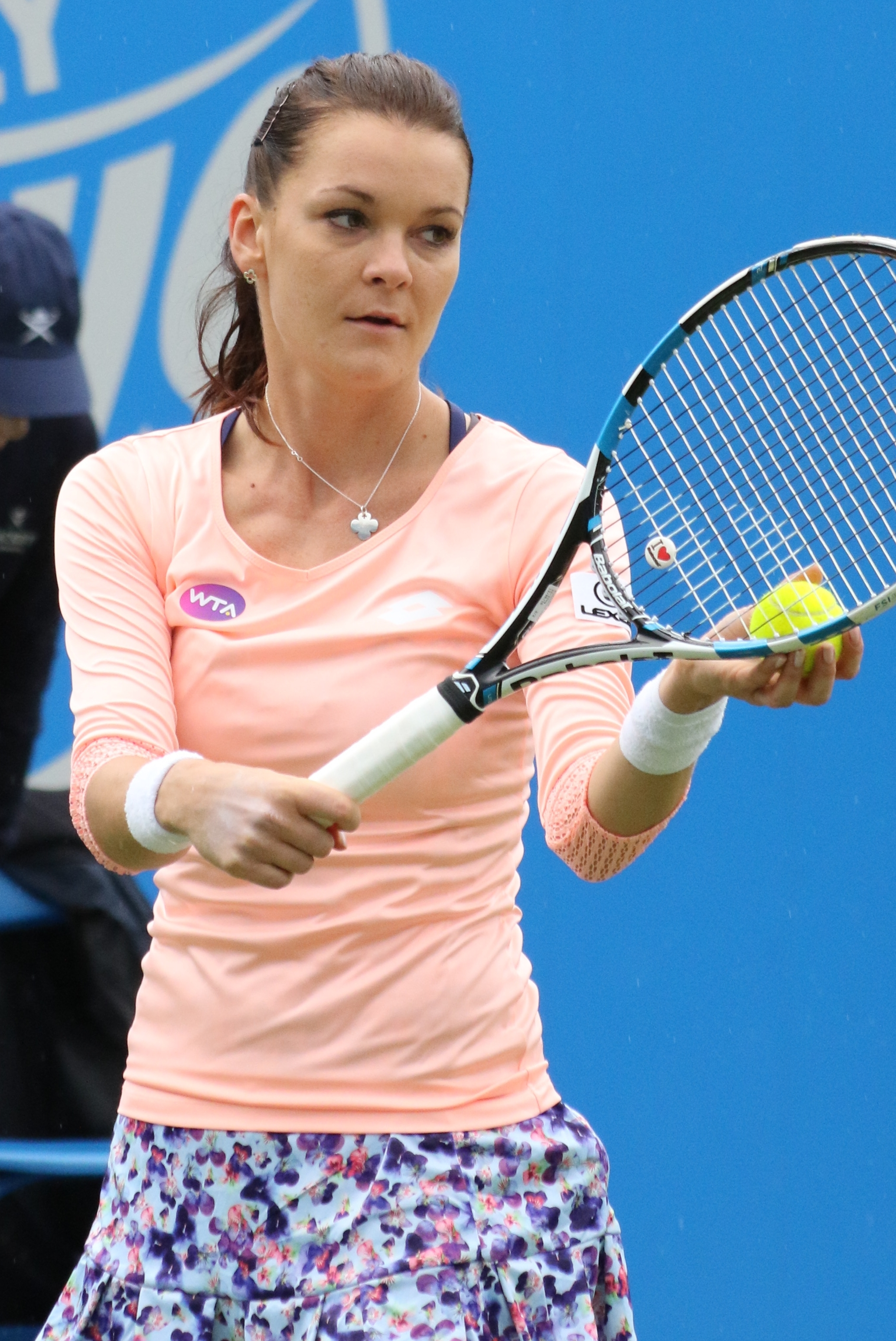
Agnieszka Radwanska durante il torneo di Birmingham

Anche ad Eastbourne la polacca è numero 1 del seeding e parte con un bye al primo turno. Al secondo turno approfitta al ritiro di Mirjana Lučić-Baroni, quando Aga era avanti per 6-4 2-1. Ai sedicesimi s'impone ai danni di Eugenie Bouchard, per 6-3 6-3 mentre ai quarti si trova davanti Dominika Cibulková: la Radwańska vince il primo set 6-4 e nel secondo va avanti di un break. La partita sembra indirizzata, oramai, verso Aga, ma Dominika riesce a trovare il contro-break e a riequilibrare il secondo set. Si finisce al tie-break, dove la slovacca riesce a prevalere per 7 punti a 2. Nel terzo parziale si arriva fino al 3-3, quando la Cibulková trova 2 break che risulteranno fatali per "Aga la maga", che esce sconfitta per 4-6 7-6(2) 6-3. Giunge al torneo di Wimbledon, dove difendeva la semifinale raggiunta nel 2015. Dopo un esordio facile contro Kateryna Kozlova, al secondo turno si trova di fronte Ana Konjuh: dopo un primo set agevole, vinto per 6-2 da Agnieszka, nel secondo la croata cresce e la tennista di Cracovia comincia a sbagliare un po' troppo, cedendo il secondo parziale per 6-4. Nel terzo la teenager croata va avanti di un break che mantiene fino al 5-4 (in precedenza aveva sprecato un match-point sul 5-3). Nel 10º game Ana sciupa altri 2 match point, permettendo alla Radwańska di operare il contro-break. Si prosegue finché, sul 7-6, la numero 3 del mondo ottiene il match point, che tuttavia non riesce a sfruttare. Konjuh tiene il servizio ma, sull'8-7 per la finalista dell'edizione 2012, Ana scivola su un recupero, facendosi male alla caviglia. Sul suo servizio, alla fine, perde la battuta regalando alla Radwańska l'incontro, in una maratona durata per oltre 2 ore e mezza. Nel terzo turno vince agevolmente contro Kateřina Siniaková mentre al quarto turno si trova di fronte nuovamente la Cibulková: il primo set viene deciso da un break, conseguito dalla slovacca nel 4º gioco. Nel secondo set Radwańska annulla un match-point sul 5-4 e, vincendo 3 giochi consecutivi, si aggiudica il parziale per 7-5. Nella terza partita le due si strappano 2 volte il servizio a vicenda, ma sul 6-5 Aga spreca un match point. Alla fine, Dominika si appropria di 2 break: nel primo caso c'è il contro-break della polacca, ma il secondo break, sull'otto a sette, non verrà recuperato da Agnieszka, che si arrende dopo 3 ore di battaglia per 6-3 5-7 9-7. Non avendo difeso il risultato dell'annata precedente, cede una posizione nel ranking e si piazza al 4º posto. Dopo Wimbledon, parte per Agnieszka lo swing sul cemento e la prima tappa è Montréal. In virtù della 4ª testa di serie assegnatale, ottiene un bye al primo turno. Dopodiché estromette Monica Niculescu per 6-1 7-5 mentre al terzo turno sfida Anastasija Pavljučenkova: la russa si aggiudica per 6-4 il primo set e nel secondo, sul 5-4 ha 2 match point, che non riesce a convertire. Alla fine si termina al tie-break, dove è la polacca a prevalere per 7-4. Nel 3º set non c'è storia e Anastasia vince 6-4 6(4)-7 6-1. In seguito si presenta alle Olimpiadi di Rio de Janeiro, dove, in singolare, è 5º testa di serie. Le sue ambizioni si fermano sorprendentemente subito, quando perde dalla cinese Saisai Zheng, per 6-4 7-5. Partecipa anche al torneo di doppio misto assieme a Łukasz Kubot, ma si fermano al primo turno. Riprende la sua stagione a Cincinnati, dove elimina Andrea Petković e Johanna Konta prima di essere superata ai quarti da Simona Halep per 7-5 6-1, con la tennista polacca che nel primo set ha sprecato un vantaggio di 4-0. Si presenta in seguito a New Haven, torneo nel quale è 1º testa di serie. Dopo un bye al primo turno elimina Jeļena Ostapenko per 7-5 6-1 mentre ai quarti si impone su Kirsten Flipkens per 6-1 6-4. In semifinale spazza via Petra Kvitová con un duplice 6-1 e accede alla seconda finale dell'anno, dove affronta l'ucraina Elina Svitolina, 10º forza del seeding. Il primo set viene vinto dalla Radwańska per 6-1 in appena mezz'ora. Il secondo set è più lottato: dopo una serie di break e contro-break, la polacca serve per il match sul 5-4, ma non chiude. Sul 6-5, Svitolina non concretizza 2 set-point e si finisce al tie-break: l'ucraina va avanti di un mini-break, portandosi sul 2-1 e servizio. Da qui, inanella una serie di 5 errori consecutivi che portano la Radwańska ad un solo punto dalla vittoria: Elina annulla il primo match-point, ma non il secondo, regalando alla tennista di Cracovia il 19º titolo WTA della carriera. La settimana successiva prende parte all'ultimo slam dell'anno, lo US Open. Da 4º testa di serie, sconfigge facilmente la qualificata Jessica Pegula (6-1 6-1) mentre al secondo turno annulla 4 set point a Naomi Broady nel primo parziale (terminato 11-9 al tie-break per Agnieszka), mentre nel secondo recupera un break di svantaggio e chiude 6-3. Al terzo turno liquida nettamente Caroline Garcia per 6-2 6-3 mentre agli ottavi riceve nuovamente Ana Konjuh, già affrontata a Wimbledon: la polacca va avanti 2-0, ma viene ripresa dalla Konjuh sul 2-2. Sul 3-3 la croata trova un altro break, che riesce a mantenere e grazie al quale si aggiudica il set per 6-4. Il secondo set è molto più serrato e il primo break arriva nel 9º game ed è appannaggio di Ana, che chiude poi l'incontro per 6-4 6-4.
Incomincia la stagione asiatica partecipando al torneo di Tokyo come campionessa uscente. Arriva in semifinale, ma deve cedere ad una rinata Caroline Wozniacki, che la batte dopo quasi 3 ore di partita con il punteggio di 4-6, 7-5, 6-4. A Wuhan dopo aver battuto la Makarova all'esordio, affronta di nuovo la danese, e questa volta ha la meglio in due set (6-4, 6-2). Nei quarti di finale viene sconfitta da Svetlana Kuznecova, nonostante avesse avuto match point nel secondo set. Prende parte poi al torneo di Pechino come testa di serie n.3. Riesce a vincere il torneo, non perdendo neanche un set e battendo in sequenza Qiang Wang (6-2, 6-2), Ekaterina Makarova (6-3, 6-4), Caroline Wozniacki (6-3, 6-1), Jaroslava Švedova (6-1, 6-2), Elina Svitolina (7–6(3), 6-3) e in finale Johanna Konta (6-4, 6-2). È il ventesimo titolo in carriera per la polacca, (dodicesimo "Premier"), e grazie alla vittoria si issa al terzo posto della race e si qualifica per la sesta volta consecutiva per le WTA Finals.
Partecipa dunque alla WTA Finals di Singapore, per la prima volta da campionessa in carica. Viene inserita nel gruppo bianco, assieme a Svetlana Kuznecova, Garbiñe Muguruza e Karolína Plíšková. Gioca la prima partita contro la Kuznetsova: Aga va avanti di un break e si porta sul 4-1. La russa opera comunque il contro-break e alla fine si porta sul 4-4. Sul 5-5 la russa strappa nuovamente la battuta all'avversaria e al terzo set point chiude per 7-5. Il secondo set è l'opposto del primo: se il primo parziale è stato all'insegna dell'equilibrio il secondo non lo è assolutamente: Radwańska ci mette 38 minuti per ottenere il set 6-1 con tanti errori di Svetlana. Nel terzo si ritorna ad avere tanta lotta: la polacca riesce ad andare avanti di un break, viene riacciuffata dall'avversaria che poi cede nuovamente il servizio, arrivando in questo modo al 4-2. Kuznecova recupera fino al 4-4, ma poi perde di nuovo il servizio e manda la tennista di Cracovia a servire per l'incontro: Radwańska non sfrutta un match-point e poi perde la battuta. Dopodiché Kuznecova tiene il servizio a 15 e poi ruba la battuta a Radwańska, conquistando anche l'incontro per 7-5 1-6 7-5.
Nella seconda giornata la polacca affronta Muguruza, anch'ella perdente nel primo match contro Plíšková. In un match da dentro o fuori, la Radwańska riesce a vincere il primo set molto combattuto al tie-break per 7 punti a 1 mentre nel secondo set dopo un immediato break e contro-break, sul 4-3 la tennista di Cracovia strappa ancora il servizio alla spagnola, chiudendo alla fine per 7-6(1) 6-3 e decretando l'eliminazione di Garbiñe. La concomitante vittoria di Kuznecova su Plíšková porta la russa in semifinale mentre il match di 3º turno tra la polacca e al ceca sarà un vero e proprio spareggio per decidere chi avanzerà nel torneo.
Il 28 ottobre le due si affrontano per agguantare l'ultimo posto disponibile per la semifinale. Karolína va avanti di un break nel 5º game, quando strappa ai vantaggi il servizio all'avversaria. Radwańska trova il contro-break nell'ottavo gioco e si porta poi sul 5-4. La svolta del parziale arriva nel 12º game: la ceca cede la battuta a 30 e questo permette ad Aga di aggiudicarsi il primo set per 7-5. Nella seconda partita Agnieszka e Karolína si scambiano più volte il servizio, ma alla fine, sul 4-3 la giocatrice di Cracovia opera un allungo decisivo che la porta, al secondo match point, a conquistare incontro e qualificazione come seconda nel girone alle spalle di Svetlana Kuznetsova.
Nel penultimo atto la Radwańska affronta la prima classificata del girone rosso, nonché numero 1 del mondo, Angelique Kerber, ancora imbattuta qui a Singapore. La tedesca domina l'incontro, giocando un tennis superlativo, con Agnieszka poco solida al servizio, ma che ha spesso lottato negli scambi con Kerber, che alla distanza si è rivelata più concreta e brillante.
Grazie al risultato ottenuto, Radwańska mantiene la terza posizione del Ranking WTA, posizione di chiusura del suo 2016.

### 2017: crisi e uscita dalla top 30

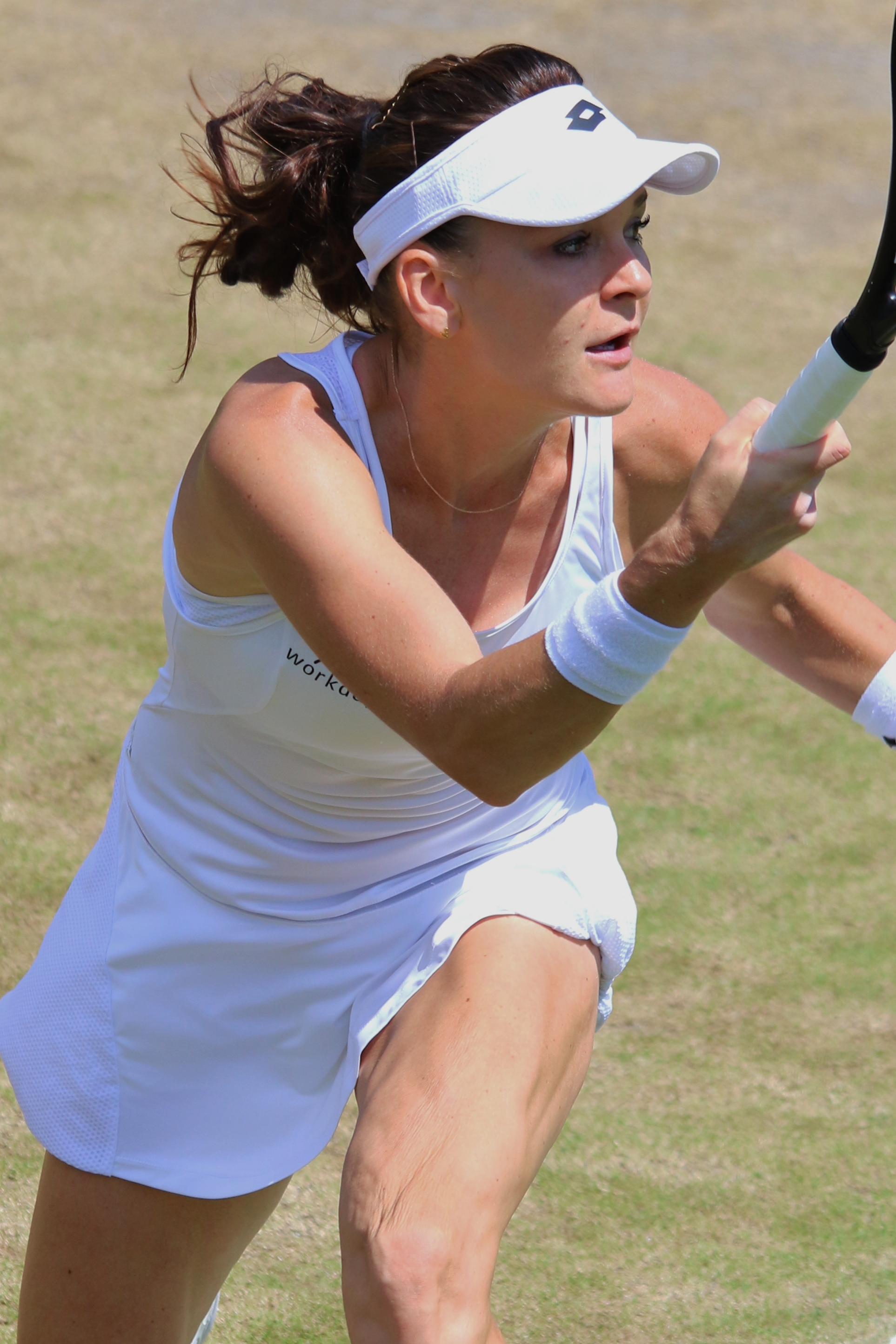
Agnieszka in azione al Torneo di Wimbledon.

Agnieszka apre il 2017 a Shenzhen, dove è prima testa di serie e campionessa in carica. Al primo turno elimina Ying Ying Duan per 6-2 6(4)-7 7-5 mentre al secondo supera senza difficoltà Sorana Cîrstea 6-0 6-3. Ai quarti affronta Alison Riske, ma perde a sorpresa per 6-2 3-6 6-0. La settimana seguente prende parte al torneo di Sydney dove supera Christina McHale, Duan Yingying e Barbora Strýcová prima di arrendersi in finale a Johanna Konta col punteggio di 6-4, 6-2.
Partecipa successivamente al torneo di Doha dove viene eliminata all'esordio da Caroline Wozniacki con il punteggio di 7-5 6-3. Gioca poi a Dubai dove batte in due set la belga Elise Mertens. Perde però al turno successivo dalla giovane promessa statunitense Catherine Bellis.
Nel mese di marzo giocherà i due Premier Mandatory di Indian Wells e Miami. In entrambi perde al secondo turno contro Peng Shuai e Mirjana Lučić-Baroni.
Ritornerà a giocare solo ad aprile il torneo di Stoccarda dove perde con la russa Makarova. A causa di un infortunio che l'affligge da tempo, Agnieszka decide di ritirarsi dai tornei di Madrid e Roma, progettando il suo rientro al Roland Garros. Rientra, come previsto, nel torneo parigino arrivando fino al terzo turno dove viene eliminata senza problemi dalla tennista di casa Alizé Cornet per 2-6 1-6. A Eastbourne non riesce a difendere i quarti di finali dell'anno scorso venendo sconfitta al primo turno da Lauren Davis per 6-7 1-6. A Wimbledon arriva al quarto turno, dove viene estromessa da Kuznecova per 2-6 4-6. A Montreal arriva al terzo turno dove esce per mano della danese Caroline Wozniacki per 3-6 1-6. A Cincinnati sorprendentemente non va oltre al primo turno dove incontra Julia Görges perdendo con un doppio 4-6. Arriva alla prima semifinale dell'anno in Connecticut perdendola con un doppio 4-6 contro Dar'ja Gavrilova. Agli US Open arriva al terzo turno dove cede nel terzo set contro Coco Vandeweghe. In Asia non va oltre al terzo turno perdendo contro Ashleigh Barty per 6-4 0-6 4-6, Dar'ja Kasatkina per 6-4 5-7 2-6 e Samantha Stosur 6-3 4-6 0-6. Questi scarsi risultati la costringono a uscire dalla top 30 per la prima volta dagli esordi.

### 2018: il ritiro
Inizia l'anno perdendo al terzo turno nel torneo di Auckland per mano di Sachia Vickery che la liquida con un doppio 6-2. A Sydney fa meglio: arriva ai quarti di finale dove è costretta a fermarsi davanti a Camila Giorgi che la sconfigge senza difficoltà per 1-6 2-6. Nel primo Grande Slam della stagione, l'Australian Open, si presenta come 26ª testa di serie; qui batte Kristýna Plíšková per 2-6 6-3 6-2, Lesja Curenko per 2-6 7-5 6-3, per poi perdere al terzo turno contro Hsieh Su-wei per 2-6 5-7. A Doha esce di scena al secondo turno contro Petra Kvitová cedendole il terzo set per 4-6. A Dubai la futura finalista Dar'ja Kasatkina la sconfigge all'esordio per 5-7 4-6, mentre a Indian Wells le viene negato l'accesso al terzo turno del torneo da Naomi Ōsaka.
Centra il primo risultato di rilievo della stagione a Miami dove, dopo aver ricevuto un bye per il primo turno e aver battuto in due set la belga Alison Van Uytvanck, supera in rimonta Simona Halep, allora numero uno al mondo, col punteggio di 3-6, 6-2, 6-3: si tratta della prima vittoria ottenuta dalla tennista di Cracovia contro una numero uno del mondo dal 2012 e della seconda in assoluto. Approdata agli ottavi di finale del torneo per la decima volta in dodici partecipazioni, si arrende a una rientrante Viktoryja Azaranka. In seguito a un infortunio subito a Istanbul che la costringe a saltare la restante stagione su terra, Roland Garros compreso, torna in campo sull'erba di Eastbourne. Qui si spinge fino alla semifinale, battendo Tímea Babos, Dar'ja Gavrilova, Jeļena Ostapenko e approfittando del ritiro di Petra Kvitová; nel penultimo atto, è costretta a capitolare con la giovane Aryna Sabalenka.
Tuttavia, delude le aspettative sia a Wimbledon che allo US Open, uscendo di scena rispettivamente al secondo e al primo turno, nonché nei tornei nordamericani preparatori allo Slam newyorkese. Continua il trend negativo anche a Seul, venendo eliminata da Irina-Camelia Begu al secondo turno. Un nuovo infortunio la costringe ad archiviare prematuramente la stagione, motivo per cui annulla anche alla propria partecipazione al Premier Mandatory di Pechino. Il 14 novembre dello stesso anno, tramite il proprio profilo Facebook, annuncia il ritiro dal circuito professionistico - a causa di un infortunio a un piede - non sentendosi in grado di allenarsi e competere ad alto livello, spiegando come il suo fisico non resista più a tali allenamenti.

### 2022: Allenatrice
Alla fine del 2022, decide di provare la carriera di allenatrice di tennis accettando di partecipare come co-capitano della squadra polacca alla United Cup, insieme al marito Dawid Celt.

## Stile di gioco
Agnieszka negli anni si è guadagnata gli appellativi di "maga" e "professoressa" per i suoi colpi di grande fattura e la sua incredibile capacità di vincere i punti più complicati usando intelligenza tattica e senso di posizione. Il gioco della polacca, infatti, era molto vario; inoltre, riusciva a sostenere scambi molto prolungati e a prevedere in anticipo le intenzioni delle avversarie. Le sue armi principali includevano anche dropshot (mascherati molto bene), slice e lob, ma anche angoli molto stretti. Si è fatta notare anche per riuscire a colpire la palla in posizioni non convenzionali, utili per riprendere la pallina in situazioni complicate o rimandarla nel campo avversario con una traiettoria molto insidiosa.
Il gioco della polacca non aveva nella potenza il suo punto di forza; serviva, infatti, a velocità non molto elevate. Il suo gioco da fondo molto pulito poteva soffrire contro avversarie con un gioco basato sulla potenza.

## Vita privata
Dal 2017 è sposata col tennista connazionale Dawid Celt; la coppia ha avuto un figlio, Jacob, nato il 27 luglio 2020.

## Statistiche WTA

### Singolare

#### Vittorie (20)
| Legenda: Prima del 2009 | Legenda: Dal 2009     |
| ----------------------- | --------------------- |
| Grande Slam (0)         |                       |
| Ori Olimpici (0)        |                       |
| WTA Finals (1)          |                       |
| Tier I (0)              | Premier Mandatory (3) |
| Tier II (1)             | Premier 5 (2)         |
| Tier III (1)            | Premier (6)           |
| Tier IV (2)             | International (4)     |

| N.  | Data              | Torneo                              | Superficie  | Avversaria in finale     | Punteggio        |
| 1.  | 5 agosto 2007     | Nordea Nordic Light Open, Stoccolma | Cemento     | Vera Duševina            | 6-1, 6-1         |
| 2.  | 10 febbraio 2008  | Pattaya Women's Open, Pattaya       | Cemento     | Jill Craybas             | 6-2, 1-6, 7-6(4) |
| 3.  | 19 maggio 2008    | Istanbul Cup, Istanbul              | Terra rossa | Elena Dement'eva         | 6-3, 6-2         |
| 4.  | 21 giugno 2008    | AEGON International, Eastbourne     | Erba        | Nadia Petrova            | 6-4, 6(11)7, 6-4 |
| 5.  | 7 agosto 2011     | San Diego Open, San Diego           | Cemento     | Vera Zvonarëva           | 6-3, 6-4         |
| 6.  | 1º ottobre 2011   | Toray Pan Pacific Open, Tokyo       | Cemento     | Vera Zvonarëva           | 6-3, 6-2         |
| 7.  | 9 ottobre 2011    | China Open, Pechino                 | Cemento     | Andrea Petković          | 7-5, 0-6, 6-4    |
| 8.  | 25 febbraio 2012  | Dubai Tennis Championships, Dubai   | Cemento     | Julia Görges             | 7-5, 6-4         |
| 9.  | 31 marzo 2012     | Sony Ericsson Open, Miami           | Cemento     | Marija Šarapova          | 7-5, 6-4         |
| 10. | 26 maggio 2012    | Brussels Open, Bruxelles            | Terra rossa | Simona Halep             | 7-5, 6-0         |
| 11. | 5 gennaio 2013    | ASB Classic, Auckland               | Cemento     | Yanina Wickmayer         | 6-4, 6-4         |
| 12. | 11 gennaio 2013   | Apia International Sydney, Sydney   | Cemento     | Dominika Cibulková       | 6-0, 6-0         |
| 13. | 22 settembre 2013 | Hansol Korea Open, Seul             | Cemento     | Anastasija Pavljučenkova | 6(6)7, 6-3, 6-4  |
| 14. | 10 agosto 2014    | Rogers Cup, Montréal                | Cemento     | Venus Williams           | 6-4, 6-2         |
| 15. | 27 settembre 2015 | Toray Pan Pacific Open, Tokyo (2)   | Cemento     | Belinda Bencic           | 6-2, 6-2         |
| 16. | 18 ottobre 2015   | Tianjin Open, Tianjin               | Cemento     | Danka Kovinić            | 6-1, 6-2         |
| 17. | 1º novembre 2015  | WTA Finals, Singapore               | Cemento (i) | Petra Kvitová            | 6-2, 4-6, 6-3    |
| 18. | 9 gennaio 2016    | Shenzhen Open, Shenzhen             | Cemento     | Alison Riske             | 6-3, 6-2         |
| 19. | 27 agosto 2016    | Connecticut Open, New Haven         | Cemento     | Elina Svitolina          | 6-1, 7-6(3)      |
| 20. | 9 ottobre 2016    | China Open, Pechino (2)             | Cemento     | Johanna Konta            | 6-4, 6-2         |

#### Sconfitte (8)
| Legenda               |
| --------------------- |
| Grande Slam (1)       |
| Argenti Olimpici (0)  |
| WTA Finals (0)        |
| Premier Mandatory (2) |
| Premier 5 (1)         |
| Premier (4)           |
| International (0)     |

| N. | Data              | Torneo                             | Superficie | Avversaria in finale | Punteggio        |
| 1. | 11 ottobre 2009   | China Open, Pechino                | Cemento    | Svetlana Kuznecova   | 2-6, 4-6         |
| 2. | 8 agosto 2010     | San Diego Open, San Diego          | Cemento    | Svetlana Kuznecova   | 4-6, 7-6(7), 3-6 |
| 3. | 7 luglio 2012     | Torneo di Wimbledon, Londra        | Erba       | Serena Williams      | 1-6, 7-5, 2-6    |
| 4. | 29 settembre 2012 | Toray Pan Pacific Open, Tokyo      | Cemento    | Nadia Petrova        | 0-6, 6-1, 3-6    |
| 5. | 28 luglio 2013    | Bank of the West Classic, Stanford | Cemento    | Dominika Cibulková   | 6-3, 4-6, 4-6    |
| 6. | 16 marzo 2014     | BNP Paribas Open, Indian Wells     | Cemento    | Flavia Pennetta      | 2-6, 1-6         |
| 7. | 27 giugno 2015    | AEGON International, Eastbourne    | Erba       | Belinda Bencic       | 4-6, 6-4, 0-6    |
| 8. | 13 gennaio 2017   | Apia International Sydney, Sydney  | Cemento    | Johanna Konta        | 4-6, 2-6         |

### Doppio

#### Vittorie (2)
| Legenda: Prima del 2009 | Legenda: Dal 2009     |
| ----------------------- | --------------------- |
| Grande Slam (0)         |                       |
| Ori Olimpici (0)        |                       |
| WTA Finals (0)          |                       |
| Tier I (0)              | Premier Mandatory (1) |
| Tier II (0)             | Premier 5 (0)         |
| Tier III (1)            | Premier (0)           |
| Tier IV (0)             | International (0)     |

| N. | Data           | Torneo                    | Superficie  | Compagna           | Avversarie in finale       | Punteggio           |
| 1. | 20 maggio 2007 | Istanbul Cup, Istanbul    | Terra rossa | Urszula Radwańska  | Chan Yung-jan Sania Mirza  | 6-1, 6-3            |
| 2. | 3 aprile 2011  | Sony Ericsson Open, Miami | Cemento     | Daniela Hantuchová | Liezel Huber Nadia Petrova | 7-6(5), 2-6, [10-8] |

#### Sconfitte (2)
| Legenda               |
| --------------------- |
| Grande Slam (0)       |
| Argenti Olimpici (0)  |
| WTA Finals (0)        |
| Premier Mandatory (0) |
| Premier 5 (1)         |
| Premier (1)           |
| International (0)     |

| N. | Data             | Torneo                                       | Superficie | Compagna         | Avversarie in finale    | Punteggio        |
| 1. | 22 febbraio 2009 | Dubai Tennis Championships, Dubai            | Cemento    | Marija Kirilenko | Cara Black Liezel Huber | 3-6, 3-6         |
| 2. | 9 agosto 2009    | LA Women's Tennis Championships, Los Angeles | Cemento    | Marija Kirilenko | Chuang Chia-jung Yan Zi | 0-6, 6-4, [7-10] |

## Statistiche ITF

### Singolare

#### Vittorie (2)
| Torneo $100.000 (1) |
| Torneo $80.000 (0)  |
| Torneo $75.000 (0)  |
| Torneo $60.000 (0)  |
| Torneo $50.000 (0)  |
| Torneo $25.000 (0)  |
| Torneo $15.000 (0)  |
| Torneo $10.000 (1)  |

| N. | Data           | Torneo                                         | Superficie  | Avversaria in finale | Score    |
| 1. | 12 giugno 2005 | PKO BP Ursynow Cup, Varsavia                   | Terra rossa | Oksana Teplyakova    | 6-1, 6-3 |
| 2. | 15 luglio 2007 | Torneo Internazionale Regione Piemonte, Biella | Terra rossa | Karin Knapp          | 6-3, 6-3 |

### Doppio

#### Vittorie (2)
| Torneo $100.000 (0) |
| Torneo $80.000 (0)  |
| Torneo $75.000 (0)  |
| Torneo $60.000 (0)  |
| Torneo $50.000 (0)  |
| Torneo $25.000 (1)  |
| Torneo $15.000 (0)  |
| Torneo $10.000 (1)  |

| N. | Data           | Torneo                                 | Superficie  | Compagna          | Avversarie in finale                 | Score    |
| 1. | 14 agosto 2005 | Gdynia Cup, Gdynia                     | Terra rossa | Urszula Radwańska | Kateryna Avidyenko Natalia Bogdanova | 6-1, 6-1 |
| 2. | 21 agosto 2005 | Kedzierzyn Kozle Cup, Kędzierzyn-Koźle | Terra rossa | Urszula Radwańska | Renata Voráčová Sandra Záhlavová     | 6-1, 6-4 |

## Grand Slam Junior

### Singolare

#### Vittorie (2)
| Tornei del Grande Slam  |
| ----------------------- |
| Australian Open (0)     |
| Open di Francia (1)     |
| Torneo di Wimbledon (1) |
| US Open (0)             |

| N. | Data           | Torneo                      | Superficie  | Avversario in finale     | Punteggio |
| 1. | 2 luglio 2005  | Torneo di Wimbledon, Londra | Erba        | Tamira Paszek            | 6-3, 6-4  |
| 2. | 10 giugno 2006 | Open di Francia, Parigi     | Terra rossa | Anastasija Pavljučenkova | 6-4, 6-1  |

### Doppio

#### Sconfitte (1)
| Tornei del Grande Slam  |
| ----------------------- |
| Australian Open (0)     |
| Open di Francia (1)     |
| Torneo di Wimbledon (0) |
| US Open (0)             |

| N. | Data           | Torneo                  | Superficie  | Compagna           | Avversarie in finale                    | Punteggio        |
| 1. | 10 giugno 2006 | Open di Francia, Parigi | Terra rossa | Caroline Wozniacki | Sharon Fichman Anastasija Pavljučenkova | 7-6(4), 2-6, 1-6 |

## Risultati in progressione
| Sigla | Risultato               |
| ----- | ----------------------- |
| V     | Vincitore               |
| F     | Finalista               |
| SF    | Semifinalista           |
| O     | Oro olimpico            |
| A     | Argento olimpico        |
| SF    | Bronzo olimpico         |
| QF    | Quarti di Finale        |
| 4T    | Quarto turno            |
| 3T    | Terzo turno             |
| 2T    | Secondo turno           |
| 1T    | Primo turno             |
| RR    | Round Robin             |
| LQ    | Turno di qualificazione |
| A     | Assente                 |
| ND    | Non disputato           |

| Legenda superfici    |
| -------------------- |
| Cemento              |
| Terra battuta        |
| Erba                 |
| Superficie variabile |

### Singolare
| Tornei del Grande Slam    |                 |                 |                 |                 |               |               |               |               |       |               |               |               |         |         |         |             |             |
| Australian Open           | Assente         | Assente         | Assente         | 2T              | QF            | 1T            | 3T            | QF            | QF    | QF            | SF            | 4T            | SF      | 2T      | 3T      | 0 / 12      | 35–12       |
| Open di Francia           | Assente         | Assente         | Assente         | 1T              | 4T            | 4T            | 2T            | 4T            | 3T    | QF            | 3T            | 1T            | 4T      | 3T      | A       | 0 / 11      | 23–11       |
| Wimbledon                 | Assente         | Assente         | 4T              | 3T              | QF            | QF            | 4T            | 2T            | F     | SF            | 4T            | SF            | 4T      | 4T      | 2T      | 0 / 13      | 43–13       |
| US Open                   | Assente         | Assente         | 2T              | 4T              | 4T            | 2T            | 2T            | 2T            | 4T    | 4T            | 2T            | 3T            | 4T      | 3T      | 1T      | 0 / 13      | 24–13       |
| Vittorie–Sconfitte        | 0–0             | 0–0             | 4–2             | 6–4             | 14–4          | 8–4           | 7–4           | 9–4           | 15–4  | 16–4          | 11–4          | 10–4          | 14–4    | 8–4     | 3–3     | 0 / 49      | 125–49      |
| Giochi olimpici           |                 |                 |                 |                 |               |               |               |               |       |               |               |               |         |         |         |             |             |
| Giochi olimpici           | A               | Non disputato   | Non disputato   | Non disputato   | 2T            | Non disputato | Non disputato | Non disputato | 1T    | Non disputato | Non disputato | Non disputato | 1T      | ND      | ND      | 0 / 3       | 1–3         |
| Torneo di fine anno       |                 |                 |                 |                 |               |               |               |               |       |               |               |               |         |         |         |             |             |
| WTA Finals                | Non qualificata | Non qualificata | Non qualificata | Non qualificata | RR            | RR            | A             | RR            | SF    | RR            | SF            | V             | SF      | NQ      | NQ      | 1 / 8       | 11–14       |
| WTA Premier Mandatory     |                 |                 |                 |                 |               |               |               |               |       |               |               |               |         |         |         |             |             |
| Indian Wells              | Assente         | Assente         | Assente         | 2T              | QF            | QF            | SF            | 4T            | QF    | 4T            | F             | 3T            | SF      | 3T      | 2T      | 0 / 12      | 27–12       |
| Miami                     | Assente         | Assente         | Assente         | 4T              | 2T            | 4T            | QF            | QF            | V     | SF            | QF            | 4T            | 4T      | 3T      | 4T      | 1 / 12      | 33–11       |
| Madrid                    | Non disputato   | Non disputato   | Non disputato   | Non disputato   | Non disputato | 1T            | 2T            | 2T            | SF    | 2T            | SF            | 3T            | 1T      | A       | A       | 0 / 8       | 15–8        |
| Pechino                   | Non Tier I      | Non Tier I      | Non Tier I      | Non Tier I      | Non Tier I    | F             | 1T            | V             | QF    | SF            | 2T            | SF            | V       | 3T      | A       | 2 / 9       | 32–7        |
| WTA Premier 5             |                 |                 |                 |                 |               |               |               |               |       |               |               |               |         |         |         |             |             |
| Doha / Dubai              | Non Tier I      | Non Tier I      | Non Tier I      | Non Tier I      | SF            | 1T            | SF            | QF            | SF    | SF            | SF            | 3T            | SF      | 3T      | 2T      | 0 / 11      | 23–11       |
| Roma                      | Assente         | Assente         | Assente         | 1T              | 3T            | QF            | 3T            | 2T            | 2T    | 2T            | QF            | Assente       | Assente | Assente | Assente | 0 / 8       | 8–8         |
| Montréal / Toronto        | Assente         | Assente         | Assente         | Assente         | Assente       | QF            | 3T            | SF            | QF    | SF            | V             | QF            | 3T      | 3T      | A       | 1 / 9       | 23–8        |
| Cincinnati                | Non Tier I      | Non Tier I      | Non Tier I      | Non Tier I      | Non Tier I    | 2T            | 3T            | A             | QF    | QF            | QF            | 1T            | QF      | 1T      | 1T      | 0 / 9       | 10–9        |
| Tokyo / Wuhan             | Assente         | Assente         | Assente         | Assente         | QF            | SF            | QF            | V             | F     | QF            | 2T            | 1T            | QF      | 3T      | A       | 1 / 10      | 24–9        |
| Carriera                  |                 |                 |                 |                 |               |               |               |               |       |               |               |               |         |         |         |             |             |
| Tornei giocati            | 0               | 0               | 8               | 20              | 24            | 24            | 18            | 20            | 22    | 21            | 21            | 23            | 20      | 18      | 11      | 250         | 250         |
| Titoli                    | 0               | 0               | 0               | 1               | 3             | 0             | 0             | 3             | 3     | 3             | 1             | 3             | 3       | 0       | 0       | 20          | 20          |
| Finali raggiunte          | 0               | 0               | 0               | 1               | 3             | 1             | 1             | 3             | 5     | 4             | 2             | 4             | 3       | 1       | 0       | 28          | 28          |
| Cemento                   | 0–0             | 0–0             | 10–3            | 18–9            | 29–11         | 30–17         | 25–12         | 36–12         | 41–12 | 46–14         | 33–16         | 37–19         | 43–12   | 20–14   | 9–8     | 377–159     | 377–159     |
| Terra rossa               | 0–0             | 0–1             | 8–4             | 5–5             | 14–5          | 8–4           | 4–4           | 7–4           | 12–4  | 5–3           | 11–4          | 2–3           | 5–3     | 2–2     | 0–1     | 84–47       | 84–47       |
| Erba                      | 0–0             | 0–0             | 3–1             | 4–3             | 8–1           | 6–2           | 3–2           | 3–2           | 6–3   | 5–2           | 3–2           | 12–3          | 5–3     | 3–2     | 4–2     | 65–28       | 65–28       |
| Sintetico                 | 0–0             | 0–0             | 8–4             | 7–6             | 3–2           | 0–0           | 0–0           | 0–0           | 0–0   | 0–0           | 0–0           | 0–0           | 0–0     | 0–0     | 0–0     | 18–12       | 18–12       |
| Totale vittorie-sconfitte | 0–0             | 0–0             | 13–11           | 32–19           | 52–20         | 44–23         | 33–19         | 46–18         | 59–19 | 56–19         | 48–22         | 51–25         | 53–18   | 22–16   | 13–11   | 594–269     | 594–269     |
| Percentuale vittorie      | 0%              | 0%              | 71%             | 60%             | 74%           | 66%           | 64%           | 72%           | 76%   | 75%           | 68%           | 67%           | 75%     | 58%     | 54%     | 69%         | 69%         |
| Ranking di fine anno      | 941             | 381             | 57              | 26              | 10            | 10            | 14            | 8             | 4     | 5             | 6             | 5             | 3       | 28      | 75      | $27.683.807 | $27.683.807 |

## Vittorie contro giocatrici top 10
| Stagione | 2006 | 2007 | 2008 | 2009 | 2010 | 2011 | 2012 | 2013 | 2014 | 2015 | 2016 | 2017 | 2018 | Totale |
| -------- | ---- | ---- | ---- | ---- | ---- | ---- | ---- | ---- | ---- | ---- | ---- | ---- | ---- | ------ |
| Vittorie | 1    | 3    | 4    | 3    | 1    | 9    | 9    | 5    | 4    | 4    | 4    | 0    | 2    | 49     |

| #    | Giocatrice              | Ranking | Evento                               | Superficie      | Turno | Punteggio          | Rank. AGR |
| ---- | ----------------------- | ------- | ------------------------------------ | --------------- | ----- | ------------------ | --------- |
| 2006 |                         |         |                                      |                 |       |                    |           |
| 1.   | Elena Dement'eva (1)    | 6       | Luxembourg Open, Lussemburgo         | Cemento (i)     | QF    | 7-5, 6-2           | 95        |
| 2007 |                         |         |                                      |                 |       |                    |           |
| 2.   | Martina Hingis          | 6       | Miami Open, Miami                    | Cemento         | 3T    | 4-6, 6-3, 6-2      | 49        |
| 3.   | Marija Šarapova (1)     | 2       | US Open, New York                    | Cemento         | 3T    | 6-4, 1-6, 6-2      | 32        |
| 4.   | Daniela Hantuchová      | 9       | Zurich Open, Zurigo                  | Cemento (i)     | 2T    | 6-3, 6-3           | 31        |
| 2008 |                         |         |                                      |                 |       |                    |           |
| 5.   | Svetlana Kuznecova (1)  | 2       | Australian Open, Melbourne           | Cemento         | 3T    | 6-3, 6-4           | 28        |
| 6.   | Elena Dement'eva (2)    | 7       | Istanbul Cup, Istanbul               | Terra rossa     | F     | 6-3, 6-2           | 15        |
| 7.   | Svetlana Kuznecova (2)  | 4       | Torneo di Wimbledon, Londra          | Erba            | 4T    | 6-4, 1-6, 7-5      | 11        |
| 8.   | Svetlana Kuznecova (3)  | 7       | WTA Tour Championships, Doha         | Cemento         | RR    | 6-2, 7-5           | 10        |
| 2009 |                         |         |                                      |                 |       |                    |           |
| 9.   | Ana Ivanović            | 7       | Internazionali d'Italia, Roma        | Terra rossa     | 3T    | 6-1, 3-6, 6-4      | 12        |
| 10.  | Elena Dement'eva (3)    | 4       | China Open, Pechino                  | Cemento         | QF    | 7-5, 6-3           | 11        |
| 11.  | Viktoryja Azaranka (1)  | 6       | WTA Tour Championships, Doha         | Cemento         | RR    | 4-6, 7-5, 4-1 rit. | 10        |
| 2010 |                         |         |                                      |                 |       |                    |           |
| 12.  | Elena Dement'eva (4)    | 7       | Indian Wells Open, Indian Wells      | Cemento         | QF    | 6-4, 6-3           | 8         |
| 2011 |                         |         |                                      |                 |       |                    |           |
| 13.  | Francesca Schiavone (1) | 4       | Miami Open, Miami                    | Cemento         | 4T    | 6-0, 6-2           | 14        |
| 14.  | Francesca Schiavone (2) | 4       | Stuttgart Open, Stoccarda            | Terra rossa (i) | 2T    | 6-1, 6-3           | 14        |
| 15.  | Francesca Schiavone (3) | 7       | Eastbourne International, Eastbourne | Erba            | 2T    | 6-3, 6-2           | 13        |
| 16.  | Vera Zvonarëva (1)      | 3       | San Diego Open, San Diego            | Cemento         | F     | 6-3, 6-4           | 13        |
| 17.  | Vera Zvonarëva (2)      | 3       | Canadian Open, Toronto               | Cemento         | 3T    | 6-4, 7-6(4)        | 12        |
| 18.  | Andrea Petković (1)     | 10      | Canadian Open, Toronto               | Cemento         | QF    | 6-4, 6-3           | 12        |
| 19.  | Viktoryja Azaranka (2)  | 3       | Pan Pacific Open, Tokyo              | Cemento         | SF    | 6-3, 4-6, 6-2      | 13        |
| 20.  | Vera Zvonarëva (3)      | 4       | Pan Pacific Open, Tokyo              | Cemento         | F     | 6-3, 6-2           | 13        |
| 21.  | Vera Zvonarëva (4)      | 6       | WTA Tour Championships, Istanbul     | Cemento (i)     | RR    | 1-6, 6-2, 7-5      | 8         |
| 2012 |                         |         |                                      |                 |       |                    |           |
| 22.  | Andrea Petković (2)     | 10      | Sydney International, Sydney         | Cemento         | 2T    | 7-5, 6-4           | 8         |
| 23.  | Caroline Wozniacki (1)  | 1       | Sydney International, Sydney         | Cemento         | QF    | 3-6, 7-5, 6-2      | 8         |
| 24.  | Marion Bartoli          | 7       | Miami Open, Miami                    | Cemento         | SF    | 6-4, 6-2           | 4         |
| 25.  | Marija Šarapova (2)     | 2       | Miami Open, Miami                    | Cemento         | F     | 7-5, 6-4           | 4         |
| 26.  | Li Na (1)               | 8       | Stuttgart Open, Stoccarda            | Terra rossa (i) | QF    | 3-6, 6-2, 6-3      | 4         |
| 27.  | Angelique Kerber (1)    | 8       | Torneo di Wimbledon, Londra          | Erba            | SF    | 6-3, 6-4           | 3         |
| 28.  | Angelique Kerber (2)    | 6       | Pan Pacific Open, Tokyo              | Cemento         | SF    | 6-1, 6-1           | 3         |
| 29.  | Petra Kvitová (1)       | 6       | WTA Tour Championships, Istanbul     | Cemento (i)     | RR    | 6-3, 6-2           | 4         |
| 30.  | Sara Errani (1)         | 7       | WTA Tour Championships, Istanbul     | Cemento (i)     | RR    | 6(6)-7, 7-5, 6-4   | 4         |
| 2013 |                         |         |                                      |                 |       |                    |           |
| 31.  | Li Na (2)               | 6       | Sydney International, Sydney         | Cemento         | SF    | 6-3, 6-4           | 4         |
| 32.  | Caroline Wozniacki (2)  | 10      | Qatar Ladies Open, Doha              | Cemento         | QF    | 6-2, 7-5           | 4         |
| 33.  | Li Na (3)               | 6       | Torneo di Wimbledon, Londra          | Erba            | QF    | 7-6(5), 4-6, 6-2   | 4         |
| 34.  | Sara Errani (2)         | 6       | Canadian Open, Toronto               | Cemento         | QF    | 7-6(1), 7-5        | 4         |
| 35.  | Angelique Kerber (3)    | 9       | China Open, Pechino                  | Cemento         | QF    | 7-6(7), 6-4        | 4         |
| 2014 |                         |         |                                      |                 |       |                    |           |
| 36.  | Viktoryja Azaranka (2)  | 2       | Australian Open, Melbourne           | Cemento         | QF    | 6-1, 5-7, 6-0      | 5         |
| 37.  | Jelena Janković         | 8       | Indian Wells Open, Indian Wells      | Cemento         | QF    | 7-5, 2-6, 6-4      | 3         |
| 38.  | Simona Halep (1)        | 7       | Indian Wells Open, Indian Wells      | Cemento         | SF    | 6-3, 6-4           | 3         |
| 39.  | Petra Kvitová (2)       | 3       | WTA Finals, Singapore                | Cemento (i)     | RR    | 6-2, 6-3           | 6         |
| 2015 |                         |         |                                      |                 |       |                    |           |
| 40.  | Angelique Kerber (4)    | 10      | China Open, Pechino                  | Cemento         | QF    | 6-1, 6-4           | 8         |
| 41.  | Simona Halep (2)        | 2       | WTA Finals, Singapore                | Cemento (i)     | RR    | 7-6(5), 6-1        | 6         |
| 42.  | Garbiñe Muguruza (1)    | 3       | WTA Finals, Singapore                | Cemento (i)     | SF    | 6(5)-7, 6-3, 7-5   | 6         |
| 43.  | Petra Kvitová (3)       | 5       | WTA Finals, Singapore                | Cemento (i)     | F     | 6-2, 4-6, 6-3      | 6         |
| 2016 |                         |         |                                      |                 |       |                    |           |
| 44.  | Roberta Vinci           | 10      | Qatar Ladies Open, Doha              | Cemento         | QF    | 3-6, 6-2, 6-3      | 3         |
| 45.  | Petra Kvitová (4)       | 9       | Indian Wells Open, Indian Wells      | Cemento         | QF    | 6-2, 7-6(3)        | 3         |
| 46.  | Garbiñe Muguruza (2)    | 6       | WTA Finals, Singapore                | Cemento (i)     | RR    | 7-6(1), 6-3        | 3         |
| 47.  | Karolína Plíšková       | 5       | WTA Finals, Singapore                | Cemento (i)     | RR    | 7-5, 6-3           | 3         |
| 2018 |                         |         |                                      |                 |       |                    |           |
| 48.  | Johanna Konta           | 9       | Sydney International, Sydney         | Cemento         | 1T    | 6-3, 7-5           | 28        |
| 49.  | Simona Halep (3)        | 1       | Miami Open, Miami                    | Cemento         | 3T    | 3-6, 6-2, 6-3      | 32        |

### Vittorie contro giocatrici top 20
| Stagione | 2006 | 2007 | 2008 | 2009 | 2010 | 2011 | 2012 | 2013 | 2014 | 2015 | 2016 | 2017 | 2018 | Totale |
| -------- | ---- | ---- | ---- | ---- | ---- | ---- | ---- | ---- | ---- | ---- | ---- | ---- | ---- | ------ |
| Vittorie | 2    | 2    | 6    | 4    | 3    | 6    | 6    | 7    | 5    | 8    | 7    | 3    | 1    | 60     |

| #    | Giocatrice             | Ranking | Evento                               | Superficie      | Turno   | Punteggio      | Rank. AGR |
| ---- | ---------------------- | ------- | ------------------------------------ | --------------- | ------- | -------------- | --------- |
| 2006 |                        |         |                                      |                 |         |                |           |
| 1.   | Anastasija Myskina     | 12      | Warsaw Open, Varsavia                | Terra rossa     | 1T      | 6-4, 4-6, 6-4  | 309       |
| 2.   | Anna-Lena Grönefeld    | 20      | Austria Ladies Linz, Linz            | Cemento (i)     | 1T      | 6-4, 7-5       | 66        |
| 2007 |                        |         |                                      |                 |         |                |           |
| 3.   | Marion Bartoli (1)     | 11      | Stuttgart Open, Stoccarda            | Cemento (i)     | 1T      | 0-6, 6-2, 6-1  | 36        |
| 4.   | Shahar Peer (1)        | 16      | Zurich Open, Zurigo                  | Cemento (i)     | 1T      | 6-4, 6-3       | 31        |
| 2008 |                        |         |                                      |                 |         |                |           |
| 5.   | Nadia Petrova (1)      | 14      | Australian Open, Melbourne           | Cemento         | 4T      | 1-6, 7-5, 6-0  | 28        |
| 6.   | Alizé Cornet (1)       | 20      | Open di Francia, Parigi              | Terra rossa     | 3T      | 6-4, 6-4       | 15        |
| 7.   | Marion Bartoli (2)     | 11      | Eastbourne International, Eastbourne | Erba            | SF      | 7-5, 6-3       | 14        |
| 8.   | Dominika Cibulková (1) | 20      | US Open, New York                    | Cemento         | 3T      | 6-0, 6-3       | 11        |
| 9.   | Marion Bartoli (3)     | 14      | Pan Pacific Open, Tokyo              | Cemento         | 2T      | 6-2, 6-3       | 10        |
| 10.  | Nadia Petrova (2)      | 13      | Austria Ladies Linz, Linz            | Cemento (i)     | QF      | 6-3, 6-2       | 10        |
| 2009 |                        |         |                                      |                 |         |                |           |
| 11.  | Kaia Kanepi            | 19      | Miami Open, Miami                    | Cemento         | 3T      | 6-4, 6-3       | 11        |
| 12.  | Li Na (1)              | 19      | Eastbourne International, Eastbourne | Erba            | 2T      | 3-1 rit.       | 11        |
| 13.  | Li Na (2)              | 18      | Torneo di Wimbledon, Londra          | Erba            | 3T      | 6-4, 7-5       | 14        |
| 14.  | Marion Bartoli (4)     | 13      | China Open, Pechino                  | Cemento         | SF      | 6-4, 6-3       | 11        |
| 2010 |                        |         |                                      |                 |         |                |           |
| 15.  | Flavia Pennetta (1)    | 11      | Dubai Tennis Championships, Dubai    | Cemento         | 3T      | 6-3, 6-0       | 9         |
| 16.  | Marion Bartoli (5)     | 16      | Indian Wells Open, Indian Wells      | Cemento         | 4T      | 6-3, 6-2       | 8         |
| 17.  | Shahar Peer (2)        | 17      | San Diego Open, San Diego            | Cemento         | QF      | 6-2, 6-0       | 10        |
| 2011 |                        |         |                                      |                 |         |                |           |
| 18.  | Shahar Peer (3)        | 11      | Fed Cup, Eilat                       | Cemento         | Z-EA IB | 6-3, 6-3       | 10        |
| 19.  | Marion Bartoli (6)     | 17      | Dubai Tennis Championships, Dubai    | Cemento         | 3T      | 6-3, 6-2       | 10        |
| 20.  | Andrea Petković (1)    | 11      | San Diego Open, San Diego            | Cemento         | SF      | 4-6, 6-0, 6-4  | 13        |
| 21.  | Jelena Janković (1)    | 12      | Pan Pacific Open, Tokyo              | Cemento         | 3T      | 2-6, 6-4, 6-0  | 13        |
| 22.  | Ana Ivanović (1)       | 18      | China Open, Pechino                  | Cemento         | QF      | 6-3, 3-2 rit.  | 12        |
| 23.  | Andrea Petković (2)    | 11      | China Open, Pechino                  | Cemento         | F       | 7-5, 0-6, 6-4  | 12        |
| 2012 |                        |         |                                      |                 |         |                |           |
| 24.  | Sabine Lisicki         | 13      | Dubai Tennis Championships, Dubai    | Cemento         | QF      | 6-2, 6-1       | 6         |
| 25.  | Jelena Janković (2)    | 14      | Dubai Tennis Championships, Dubai    | Cemento         | SF      | 6-2, 2-6, 6-0  | 6         |
| 26.  | Julia Görges           | 19      | Dubai Tennis Championships, Dubai    | Cemento         | F       | 7-5, 6-4       | 6         |
| 27.  | Roberta Vinci (1)      | 20      | Madrid Open, Madrid                  | Terra blu       | 3T      | 7-6(1), 6-4    | 3         |
| 28.  | Marija Kirilenko       | 19      | Torneo di Wimbledon, Londra          | Erba            | QF      | 7-5, 4-6, 7-5  | 3         |
| 29.  | Caroline Wozniacki     | 11      | Pan Pacific Open, Tokyo              | Cemento         | QF      | 6-4, 6-3       | 3         |
| 2013 |                        |         |                                      |                 |         |                |           |
| 30.  | Roberta Vinci (2)      | 16      | Sydney International, Sydney         | Cemento         | QF      | 6-4, 7-5       | 4         |
| 31.  | Dominika Cibulková (2) | 15      | Sydney International, Sydney         | Cemento         | F       | 6-0, 6-0       | 4         |
| 32.  | Ana Ivanović (2)       | 13      | Australian Open, Melbourne           | Cemento         | 4T      | 6-2, 6-4       | 4         |
| 33.  | Ana Ivanović (3)       | 13      | Qatar Ladies Open, Doha              | Cemento         | 3T      | 6-1, 7-6(6)    | 4         |
| 34.  | Sloane Stephens (1)    | 16      | Miami Open, Miami                    | Cemento         | 4T      | 4-6, 6-2, 6-0  | 4         |
| 35.  | Ana Ivanović (4)       | 14      | Open di Francia, Parigi              | Terra rossa     | 4T      | 6-2, 6-4       | 4         |
| 36.  | Sloane Stephens (2)    | 17      | Canadian Open, Toronto               | Cemento         | 3T      | 6-1, 7-6(2)    | 4         |
| 2014 |                        |         |                                      |                 |         |                |           |
| 37.  | Roberta Vinci (3)      | 20      | Stuttgart Open, Stoccarda            | Terra rossa (i) | 2T      | 6-3, 6-2       | 3         |
| 38.  | Eugenie Bouchard       | 18      | Madrid Open, Madrid                  | Terra rossa     | 1T      | 7-6(3), 6-2    | 3         |
| 39.  | Roberta Vinci (4)      | 20      | Madrid Open, Madrid                  | Terra rossa     | 3T      | 6-1, 6-1       | 3         |
| 40.  | Viktoryja Azaranka     | 11      | Canadian Open, Montréal              | Cemento         | QF      | 6-2, 6-2       | 5         |
| 41.  | Ekaterina Makarova     | 19      | Canadian Open, Montréal              | Cemento         | SF      | 7-6(1), 7-6(3) | 5         |
| 2015 |                        |         |                                      |                 |         |                |           |
| 42.  | Alizé Cornet (2)       | 19      | Sydney International, Sydney         | Cemento         | 1T      | 6-3, 6-2       | 6         |
| 43.  | Flavia Pennetta (2)    | 16      | Qatar Ladies Open, Doha              | Cemento         | 2T      | 6-1, 6-1       | 8         |
| 44.  | Karolína Plíšková (1)  | 11      | Eastbourne International, Eastbourne | Erba            | 3T      | 6-2, 6-1       | 13        |
| 45.  | Elina Svitolina (1)    | 16      | Pan Pacific Open, Tokyo              | Cemento         | 2T      | 6-4, 6-1       | 13        |
| 46.  | Karolína Plíšková (2)  | 11      | Pan Pacific Open, Tokyo              | Cemento         | QF      | 7-5, 6-2       | 13        |
| 47.  | Belinda Bencic         | 15      | Pan Pacific Open, Tokyo              | Cemento         | F       | 6-2, 6-2       | 13        |
| 48.  | Madison Keys           | 19      | China Open, Pechino                  | Cemento         | 3T      | 6-3, rit.      | 8         |
| 49.  | Karolína Plíšková (3)  | 15      | Tianjin Open, Tientsin               | Cemento         | SF      | 6-3, 6-1       | 6         |
| 2016 |                        |         |                                      |                 |         |                |           |
| 50.  | Carla Suárez Navarro   | 11      | Australian Open, Melbourne           | Cemento         | QF      | 6-1, 6-3       | 4         |
| 51.  | Jelena Janković (3)    | 20      | Indian Wells Open, Indian Wells      | Cemento         | 4T      | 6-3, 6-3       | 3         |
| 52.  | Karolína Plíšková (4)  | 18      | Stuttgart Open, Stoccarda            | Terra rossa (i) | QF      | 6-2, 7-6(8)    | 2         |
| 53.  | Johanna Konta (1)      | 13      | Cincinnati Open, Cincinnati          | Cemento         | 3T      | 6(1), 6-4, 6-0 | 5         |
| 54.  | Petra Kvitová          | 15      | New Haven Open, New Haven            | Cemento         | SF      | 6-1, 6-1       | 4         |
| 55.  | Elina Svitolina (2)    | 19      | China Open, Pechino                  | Cemento         | SF      | 7-6(3), 6-3    | 3         |
| 56.  | Johanna Konta (2)      | 14      | China Open, Pechino                  | Cemento         | F       | 6-4, 6-2       | 3         |
| 2017 |                        |         |                                      |                 |         |                |           |
| 57.  | Barbora Strýcová       | 19      | Sydney International, Sydney         | Cemento         | SF      | 6-1, 6-2       | 3         |
| 58.  | Timea Bacsinszky       | 20      | Torneo di Wimbledon, Londra          | Erba            | 3T      | 3-6, 6-4, 6-1  | 10        |
| 59.  | CoCo Vandeweghe        | 20      | Canadian Open, Toronto               | Cemento         | 1T      | 6-3, 6-2       | 10        |
| 2018 |                        |         |                                      |                 |         |                |           |
| 60.  | Jeļena Ostapenko       | 12      | Eastbourne International, Eastbourne | Erba            | QF      | 6-2, 7-5       | 31        |